# Cézallier
Le massif du Cézallier, qui peut aussi s'écrire Cézalier, est un plateau volcanique situé dans le Massif central, entre les monts Dore et les monts du Cantal, constituant une région naturelle française. Il est principalement partagé entre deux départements : le Puy-de-Dôme et le Cantal, mais comprend aussi une petite partie de la Haute-Loire. C'est aussi l'une des cinq régions naturelles composant le parc naturel régional des Volcans d'Auvergne.
L'altitude moyenne du massif est située entre 1 200 et 1 500 m. Le point culminant du massif est le signal du Luguet (1 547 m).

## Toponymie

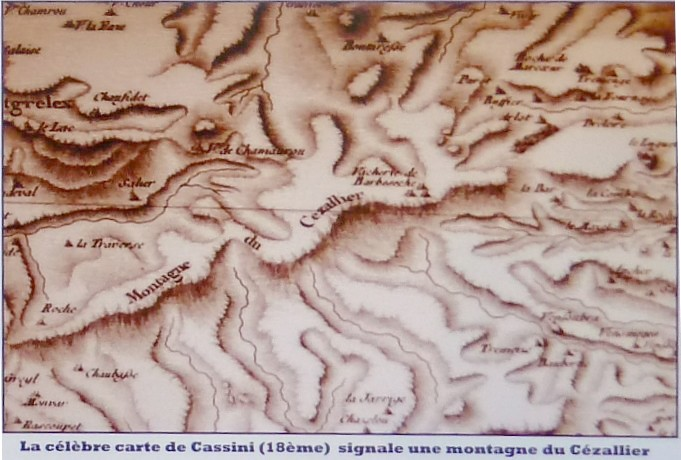
Carte de Cassini (18e) mentionnant la montagne du Cézallier.

L'origine du nom Cézallier fait débat. Généralement on considère qu'il vient de l'auvergnat seijaveî qui signifie « terre à seigle ». D'autres auteurs pensent qu'il provient de l'association de deux mots anciens signifiant « montagne » et « lieu où poussent les chênes ».
C'est à partir du XVIIIe siècle que le Cézallier a été présenté par les scientifiques, les administrateurs et les écrivains comme un massif ou comme une montagne. Le nom de Cézallier ne figurait pas encore sur les cartes levées par les officiers de l'état-major à la fin du XIXe siècle, elles mentionnaient simplement le « signal du Luguet », baptisant ainsi le point culminant du village du Luguet, qui compta jusqu'à 1 400 habitants à la fin du XIXe siècle.
En fait, l'usage populaire ne connaissait ni la région du Cézallier ni une région du Luguet. Ce sont les cartographes et géographes qui ont donné une extension au nom de Cézallier, dont ils ont fait un massif, alors que traditionnellement il est un sommet. Désormais, le nom de Cézallier est inscrit comme l'un des massifs d'Auvergne dans la nomenclature géographique du Massif central, définitivement sans doute.

## Géographie

### Situation

Situation du Cézallier (en bleu) dans l'ancienne région Auvergne.

Le Cézallier occupe une position centrale dans les monts d'Auvergne. Il est bordé au nord par les monts Dore et au sud par les monts du Cantal. À l'ouest, l'Artense fait transition avec les monts du Limousin tandis qu'à l'est s'étend la plaine de la Limagne.
Si le Cézallier s'étend principalement entre le Puy-de-Dôme (entre Égliseneuve-d'Entraigues à l'ouest et Apchat à l'est) et le Cantal (entre Lugarde à l'ouest et Massiac à l'est), il intègre aussi quelques communes de la Haute-Loire, sur la rive gauche de l'Alagnon.

### Communes du Cézallier
Le tableau suivant regroupe les communes par zones géographiques et ne tient pas compte du découpage administratif.
| Cézallier Ouest | Cézallier Sud | Estives | Hautes Couzes                                                                              | Pays Coupés Alagnonais |
| --- | --- | --- | ------------------------------------------------------------------------------------------ | --- |
| - Chanterelle - Condat - Égliseneuve-d'Entraigues - Lugarde - Marchastel - Saint-Amandin - Saint-Bonnet-de-Condat - Saint-Saturnin | - Allanche - Chalinargues - Joursac - Landeyrat - Neussargues-Moissac - Peyrusse - Sainte-Anastasie - Ségur-les-Villas - Vernols - Vèze | - Anzat-le-Luguet - Boutaresse - Brion - Espinchal - La Godivelle - Marcenat - Mazoires - Montgreleix - Pradiers - Saint-Alyre-ès-Montagne | - Apchat - Ardes - Compains - La Chapelle-Marcousse - Rentières - Roche-Charles-la-Mayrand | - Autrac - Auriac-l'Église - Blesle - Charmensac - Laurie - Leyvaux - Massiac - Molèdes - Molompize - Saint-Étienne-sur-Blesle - Torsiac |

### Topographie

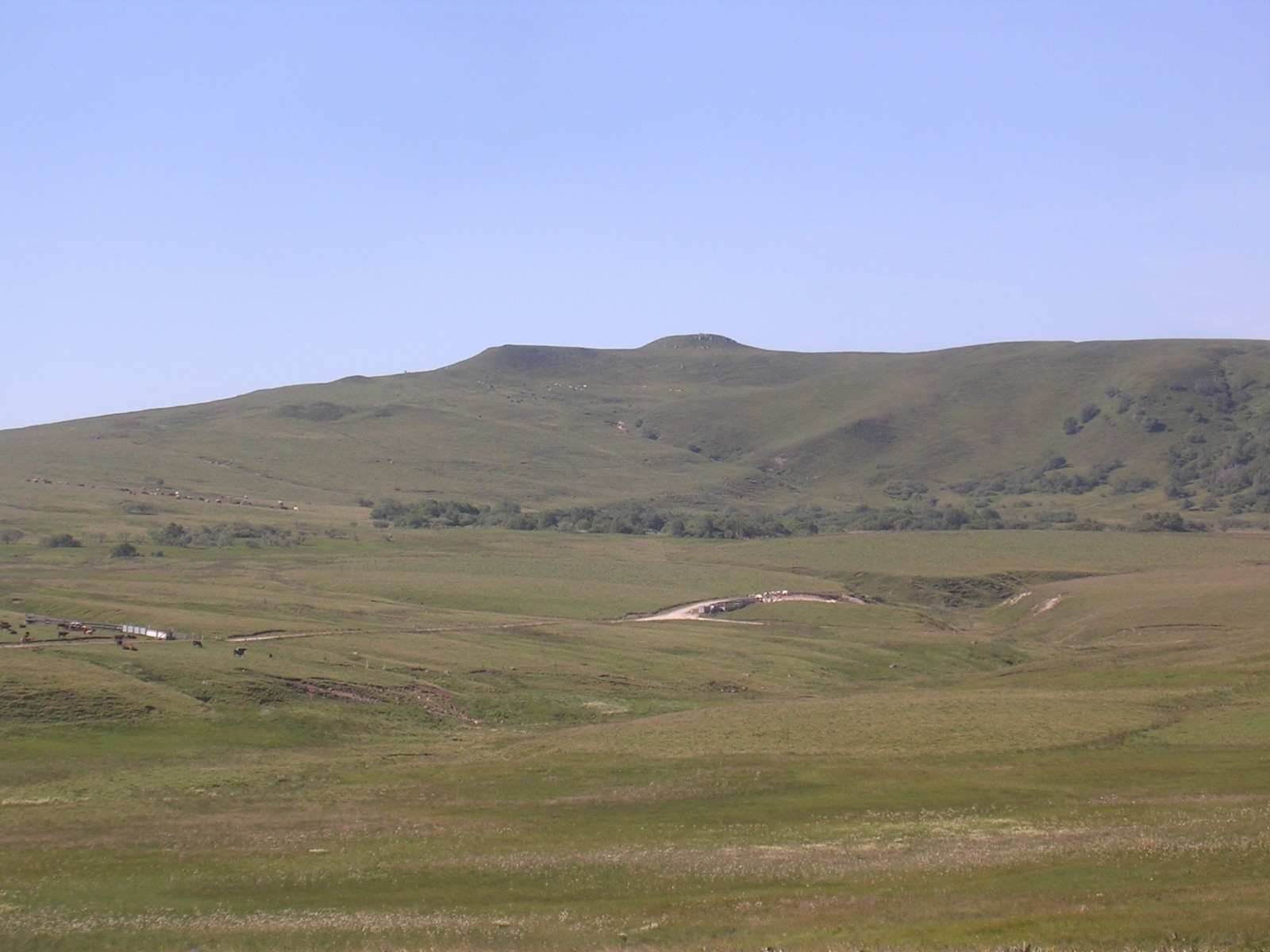
Le mont Chamaroux.

Comme c'est le cas de nombreuses formations volcaniques de type hawaïen, les reliefs les plus marqués du Cézallier ne sont paradoxalement pas les plus hauts sommets mais les vallées de la périphérie, où l'érosion fluviale antérieure au volcanisme s'est poursuivie et s'est accentuée après l'émergence de celui-ci, donnant localement de profondes gorges (Couzes d'Ardes, de Valbeleix, vallée de la Sianne) plus nombreuses en versant oriental où les rivières courent rejoindre en peu de distance la basse vallée de l'Allier, tandis que le versant occidental présente des dénivelés plus modérés.
Contrairement aux deux autres stratovolcans voisins, plus élevés que ne sont les monts du Cantal et les monts Dore, où l'érosion glaciaire a dégagé en leur centre des crêtes vives et des cirques abrupts, le haut Cézallier — bien que jadis entièrement englacé mais de façon moins prolongée et moins intense — présente essentiellement des reliefs doux et arrondis (dômes, plateaux). Toutefois l'empreinte glaciaire est partout présente : embryons de cirque (Artout, le Joran…), tourbières, blocs erratiques, etc. Au nord les ultimes édifices volcaniques, pas encore démantelés par l'érosion, présentent également des formes plus vigoureuses (cônes éruptifs du Montchal et du Montcineyre, dôme du Chamaroux).

#### Principaux sommets

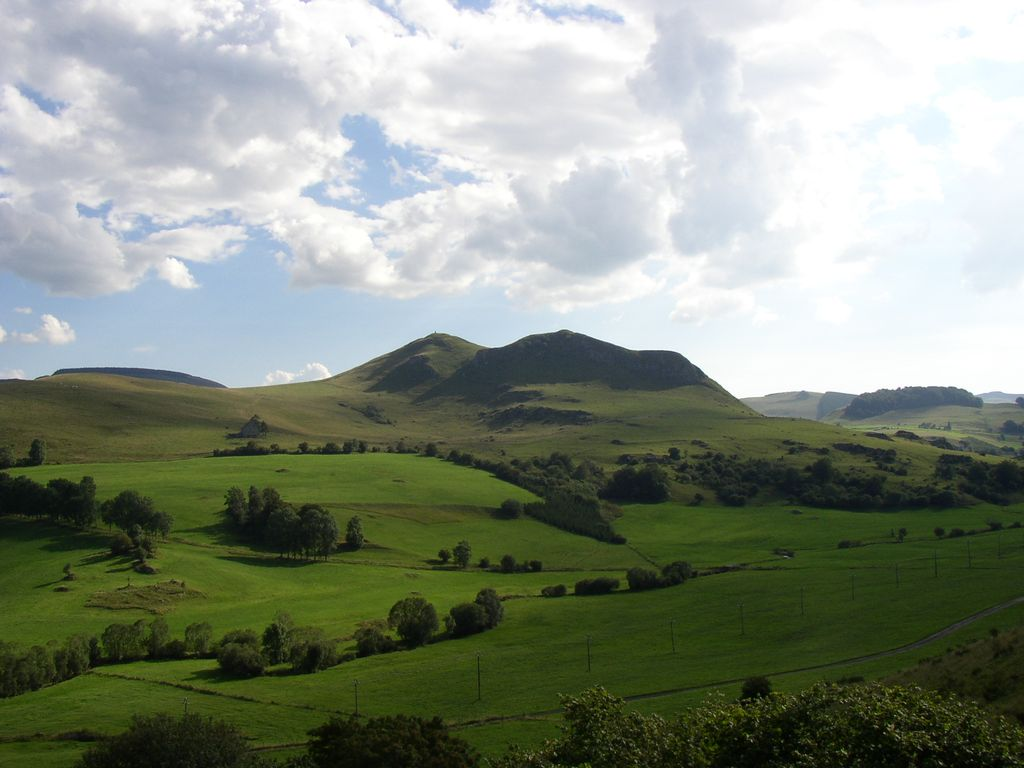
Cézallier au printemps, Le Chabrut (1297 mètres).

Les sommets principaux du Cézallier culminent tous les trois à un peu plus de 1 500 mètres d'altitude et sont tous les trois couverts de pâturages, mais couronnés juste au sommet par un petit bois de conifères. Le plus haut point du massif, dans l'un de ces bois, est le signal du Luguet (1 547 mètres), tout proche du village du même nom, Anzat-le-Luguet, et surplombant l'ex-cirque glaciaire d'Artout.
- Signal du Luguet, 1 547 mètres
- Le Pépendille, 1 543 mètres
- Le Perche, 1 511 mètres
- Mont Chamaroux, 1 476 mètres
- Montagne des Huides, 1 449 mètres
- Mont Mouchet, 1 405 mètres
- Montagne de Rocherousse, 1 391 mètres
- Montagne de Niollet, 1 372 mètres
- Roche de Piroux, 1 365 mètres
- Puy de la Vaisse, 1 358 mètres
- Teston du Joran, 1 328 mètres
- Le Testou, 1 327 mètres
- Puy de la Rode, 1 312 mètres
- Montagne de Janson, 1 298 mètres
- Le Chabrut, 1 297 mètres
- Puy de Mathonière, 1 295 mètres
- Montagne de Riocros Haute, 1 294 mètres
- La Motte, 1 277 mètres
- La Chaux d'Espinchal, 1 230 mètres
- Montagne de la Taillade, 1 211 mètres
- Puy Montcey, 1 193 mètres
- Montagne des Mas, 1 154 mètres
- Montagne des Moutissous, 1 146 mètres
- Le Sarran, 1 137 mètres

### Hydrographie

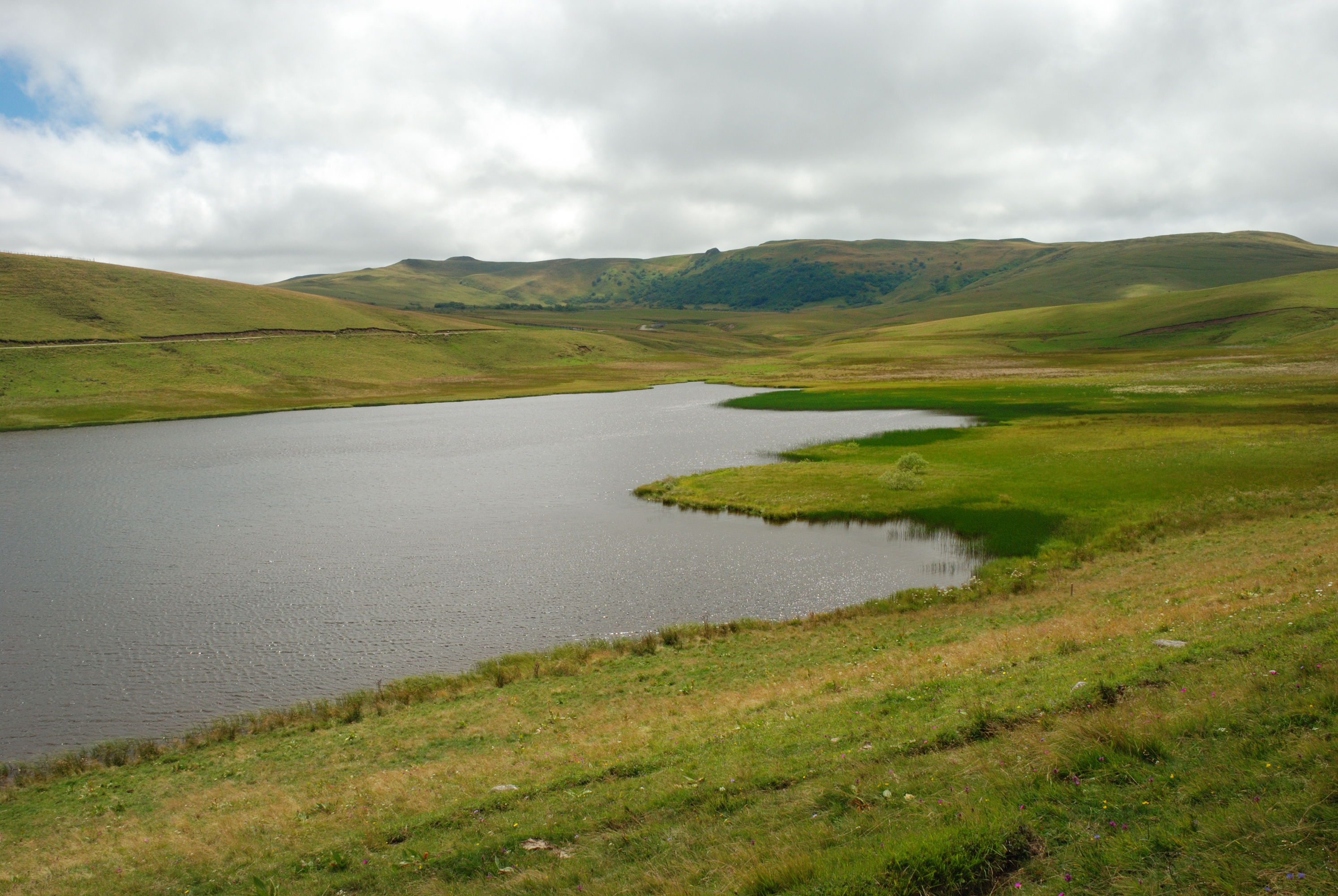
Lac de Saint-Alyre.

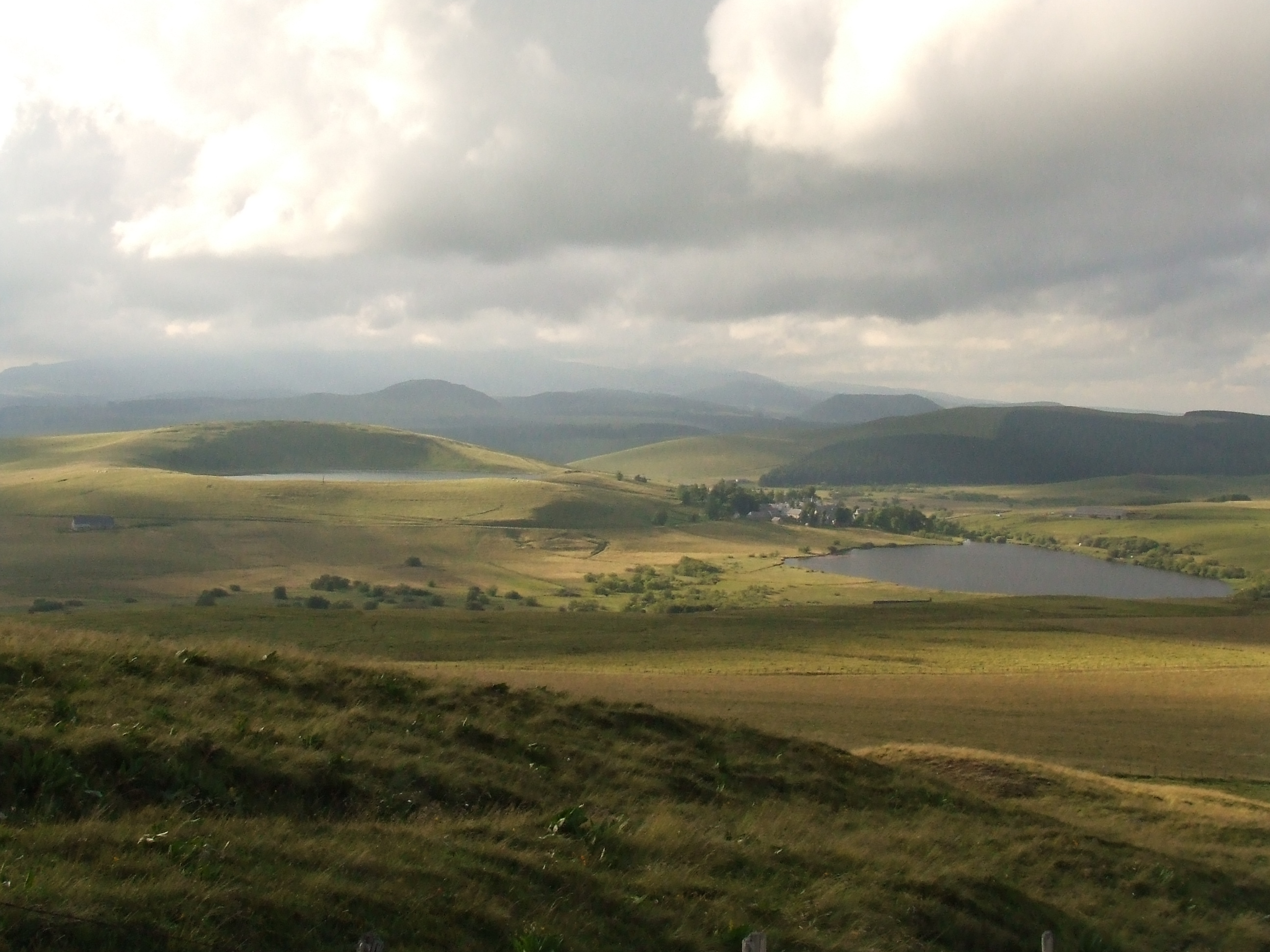
Lac d'en Haut (à gauche) et lac d'en Bas (à droite).

| Cours d'eau situés dans le bassin de la Loire | Cours d'eau situés dans le bassin de la Dordogne     | Lacs |
| --- | ---------------------------------------------------- | --- |
| - L'Allanche - La Bouzaire - La Sianne - La Fontaine Saint Martin (La Fontaine Salée) - La Voireuze - Le Bave - L'Auze - Le ruisseau de la Roche - La Couze d'Ardes - La Couze de Valbeleix | - La Grande Rhue - La Rhue - Le Bonjon - La Santoire | - Lac d'en Bas de La Godivelle (tourbière) - Lac d'en Haut de La Godivelle (cratère) - Lac de Chaumiane - Lac des Chandroux (tourbière) - Lac du Jolan - Lac de Cureyre (tourbière) - Lac de l'Esclause - Lac de la Chaumoune - Lac de la Fage (retenue) - Lac de la Landie - Lac de Saint-Alyre (tourbière) - Lac de Serre - Lac de la Terrisse (retenue) - Lac des Bordes - Lac des Bruyères de Sianne (retenue) - Lac des Moines - Lac du Pécher (retenue) |

### Géologie
Le Cézallier forme un ensemble de plateaux et petites montagnes volcaniques, principalement constitués de coulées de lave fluide (basalte) mais aussi de quelques cratères dont les plus récents ont seulement quelques milliers d'années (Montchal, Montcineyre) et sont parfois occupés par des lacs (Pavin, Chauvet, La Godivelle).

#### Le stratovolcan du massif du Cézallier
Le stratovolcan à l'origine du massif du Cézallier est apparu il y a huit millions d'années et s'est éteint il y a trois millions d'années. Il avait entre 25 et 30 km de long sur 10 km de large et était orienté nord/sud, le signal du Luguet en est un des principaux vestiges. Dans sa partie centrale ce volcan est constitué d'une accumulation de coulées de lave (basalte) et de matériaux fragmentés associés à des dômes de trachyte et de phonolite ainsi qu'à des nappes de ponces. En périphérie du massif du Luguet il ne subsiste de cette activité que quelques monticules dégagés par l'érosion glaciaire puis par des eaux de ruissellement (processus d'inversion du relief).

### Climat
La majeure partie du Cézallier appartient à l'ensemble subocéanique montagnard des monts d'Auvergne et d'Aubrac, caractérisé par un effet notoire d'ascendance réactivant les flux atlantiques humides, et par la modération de l'amplitude thermique été-hiver (autour de 14° entre janvier et juillet) au sein d'une moyenne annuelle très fraîche (6° vers 1 200 mètres d'altitude).
Il en résulte des précipitations globalement soutenues et un enneigement hivernal important, bien qu'irrégulier en raison des redoux océaniques et du rôle prépondérant du vent sur les vastes espaces pastoraux (la neige est « balayée » par l'écir et s'accumule massivement en congères sur les rebords de plateaux et dans les combes abritées, occasionnant des névés qui s'attardent généralement jusqu'en mai, voire juin dans les parties les plus hautes). À ceci il faut ajouter des nuances locales engendrées par la disposition interne et externe du relief :
- le nord-ouest du Cézallier, en l'absence d'autre formation montagneuse faisant obstacle aux perturbations provenant du sud-ouest — sinon les lointaines et donc peu influentes Pyrénées — est la partie la plus humide (cumuls de l'ordre de 150 cm/an) ;
- inversement le sud du Cézallier bénéficie vis-à-vis de ce même flux de l'effet de foehn créé par les monts du Cantal, d'où une relative sécheresse (environ 100 cm/an) et l'accroissement de l'apport orageux estival dans le cumul total (tendance continentale) ;
- la partie centrale (signal du Luguet, mont Chamaroux) voit décroître du sud au nord l'effet de « foehn cantalien » et, sous l'effet de son altitude culminante et d'une large ouverture à l'ouest, bénéficie de précipitations élevées (120 à 150 cm/an) et de l'enneigement le plus abondant ;
- enfin tout le versant oriental est sous l'effet de foehn du Haut Cézallier, avec une décroissance rapide de la pluviométrie (de 120 à moins de 80 cm/an) et une hausse marquée des températures moyennes à l'approche de la plaine de la Limagne et de la vallée de l'Alagnon, aux caractères continentaux voire méditerranéens.

### Faune et flore
La végétation reproduit les contrastes climatiques. Le centre et le nord-ouest, domaine d'estives verdoyantes, de landes à bruyère et myrtille, de tourbières post-glaciaires et de hêtraies (plus rarement de sapinières ou, plantées, de pessières), typiques de la montagne atlantique, font place à un ensemble plus sec à mesure qu'on se déplace vers le sud et l'est, domaine des chênes, des pins sylvestres et des pseudo-garrigues.
Les grands espaces découverts du Cézallier forment un terrain de chasse idéal pour les rapaces. Les profondes gorges boisées leur offrent des refuges sûrs. Les chouettes hulottes et effraies, les hiboux petits et moyens ducs sont nombreux. On compte aussi des hiboux grand-duc qui préfèrent les zones rocailleuses. Les rapaces diurnes sont représentés par les buses variables, les milans noirs, les busards cendrés et les faucons crécerelles. Le milan royal et le circaète Jean-le-Blanc sont plus rares.
Parmi les mammifères sauvages présents sur le massif, on rencontre notamment la marmotte, le cerf élaphe ou encore le chamois.

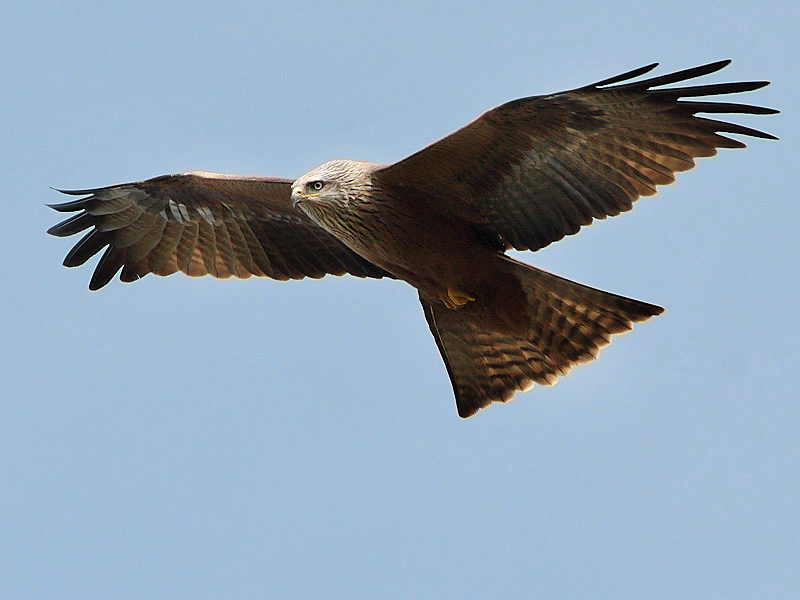
Milan noir.
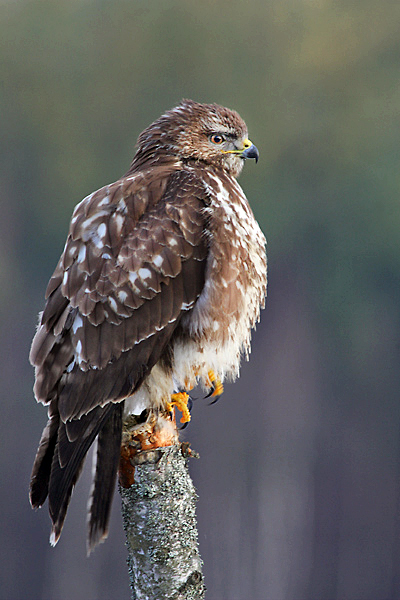
Buse variable.
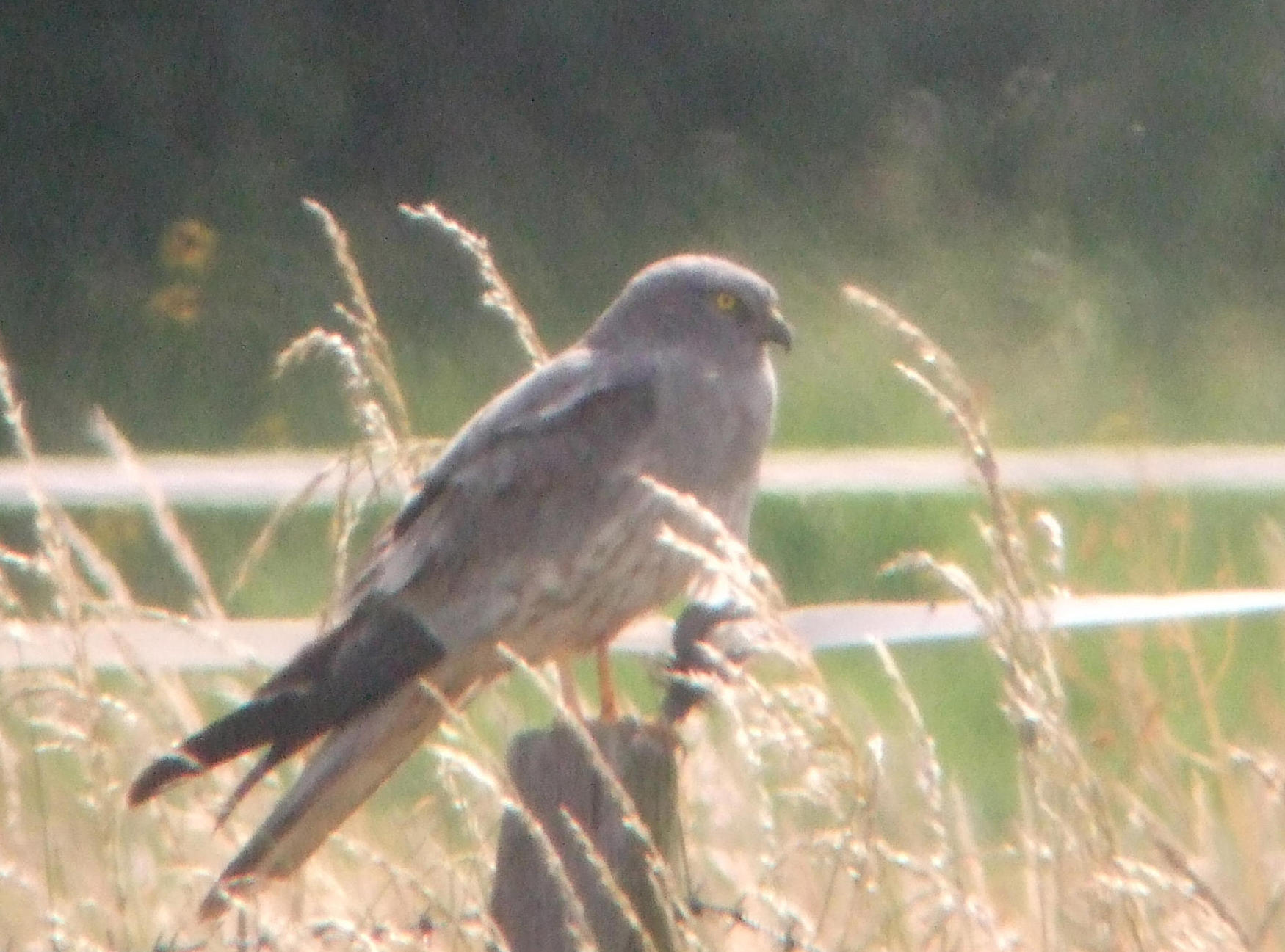
Busard cendré.
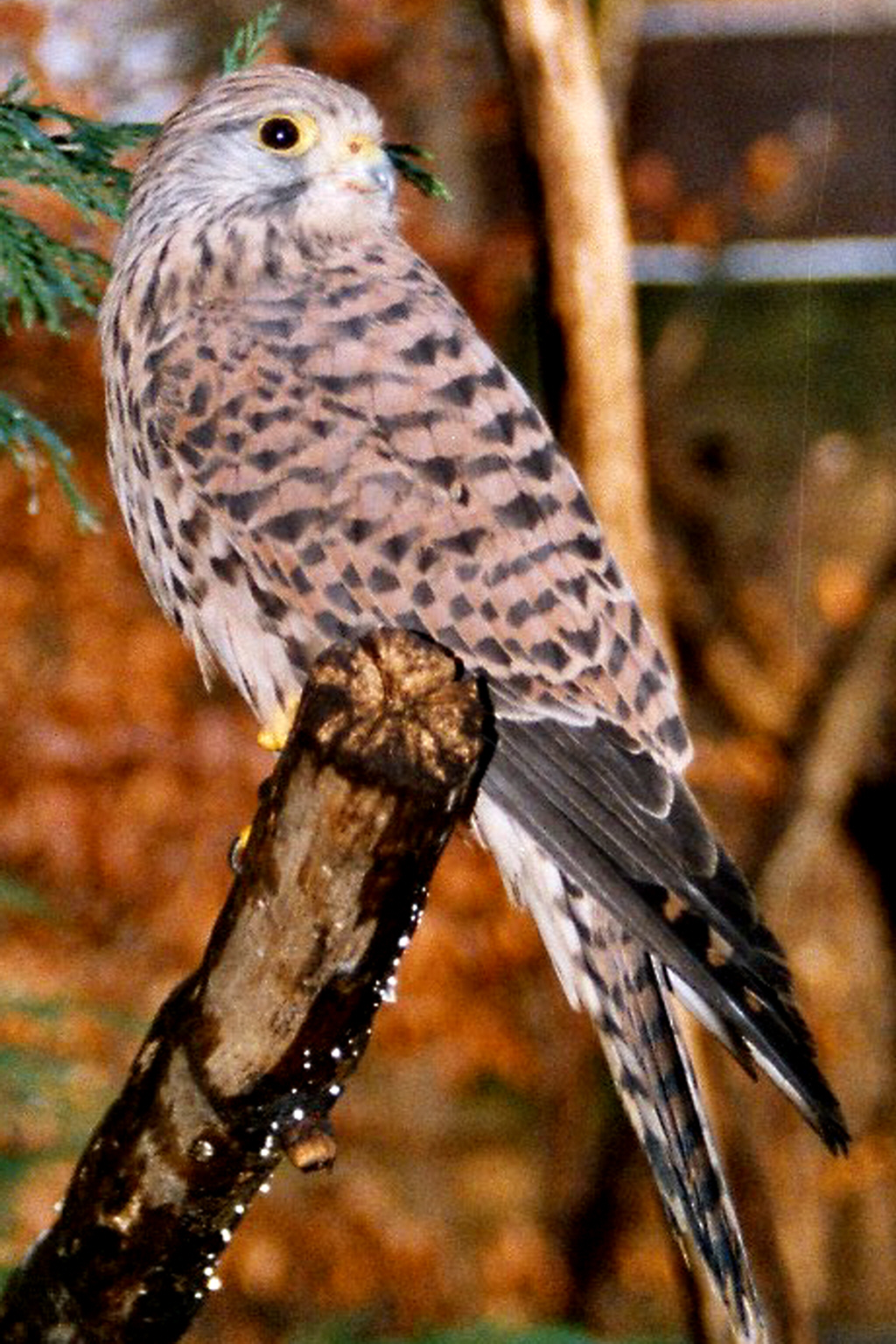
Faucon crécerelle.
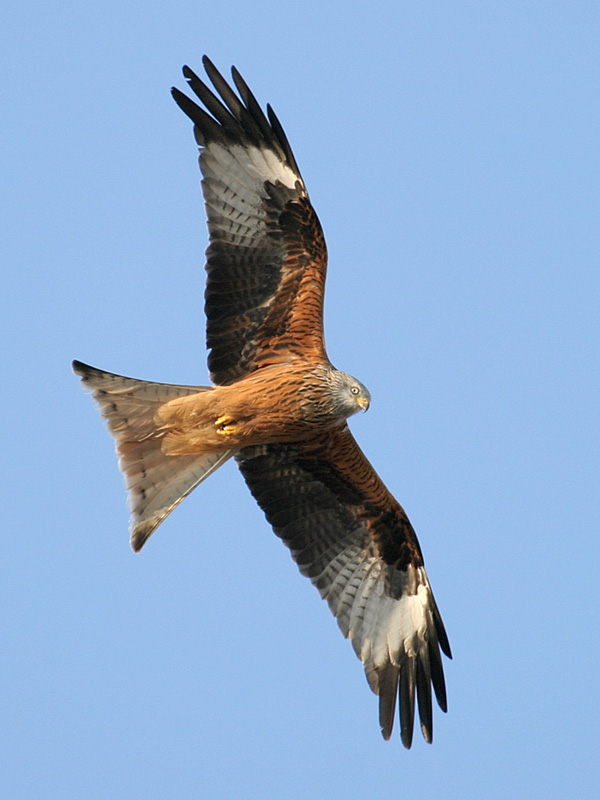
Milan royal.
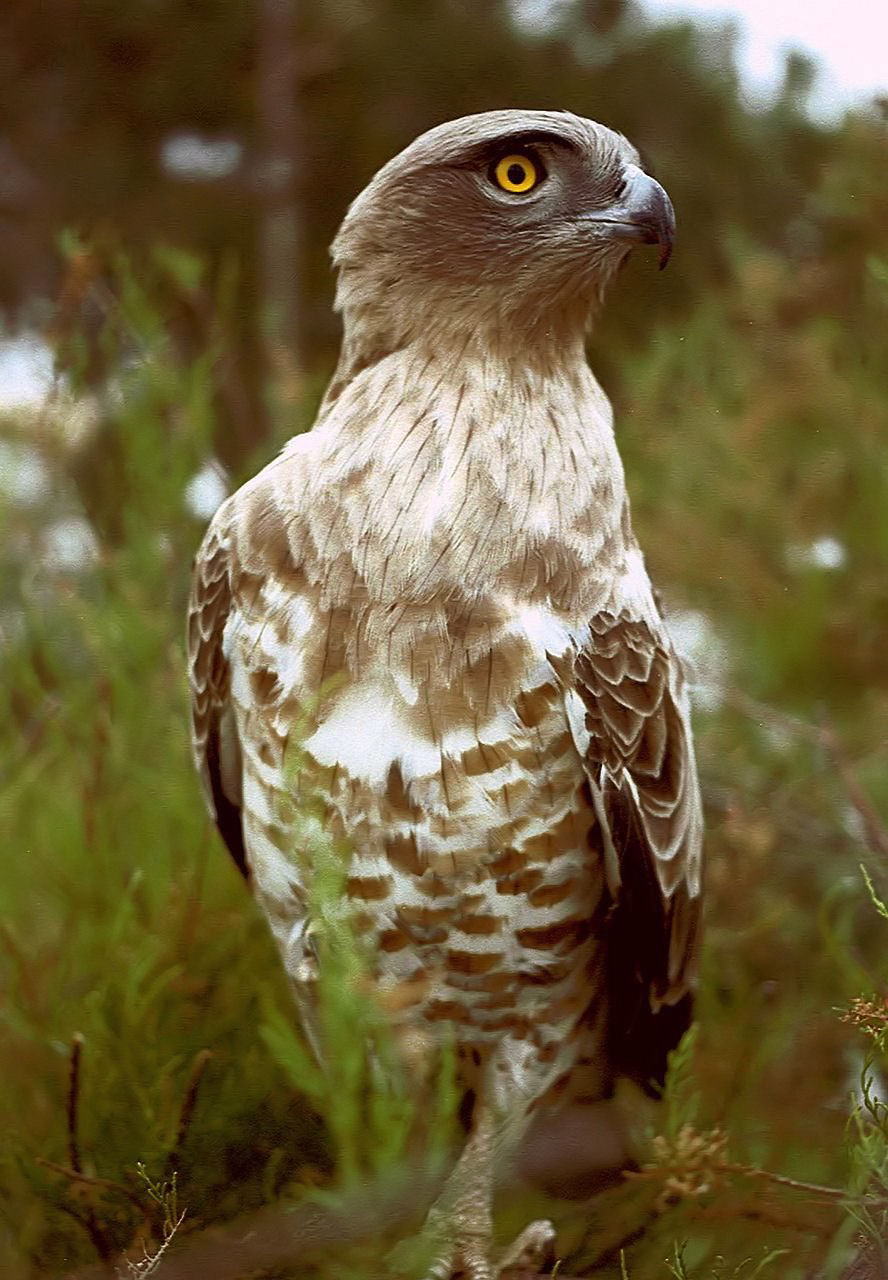
Circaète Jean-le-Blanc.
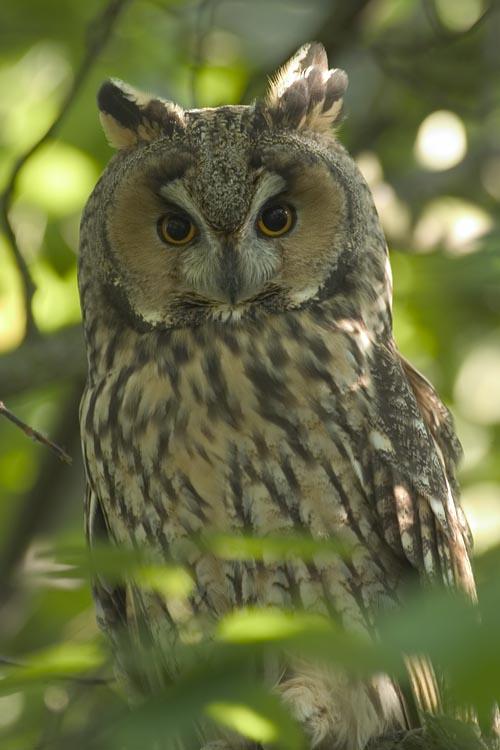
Hibou moyen-duc.
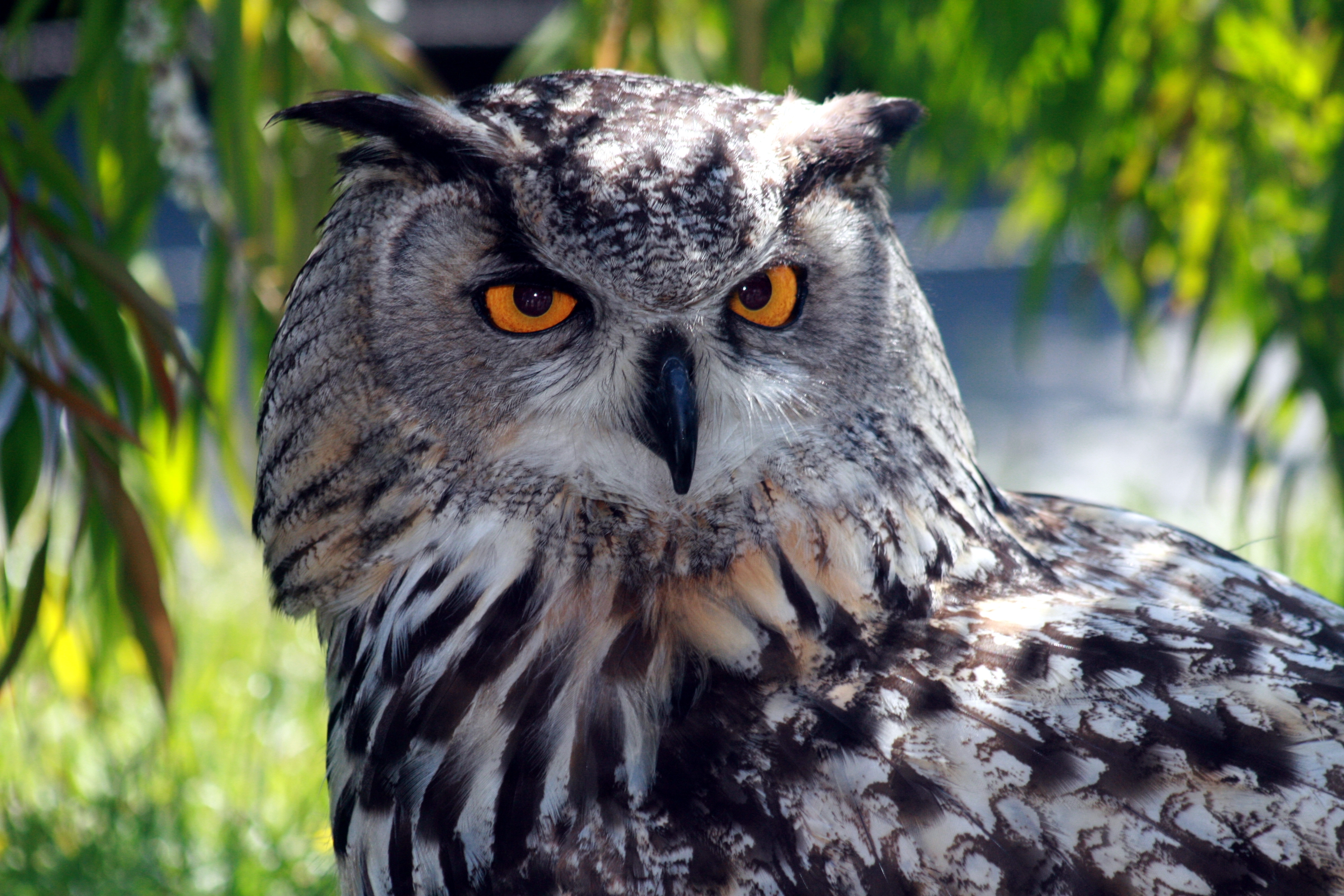
Hiboux grand-duc.
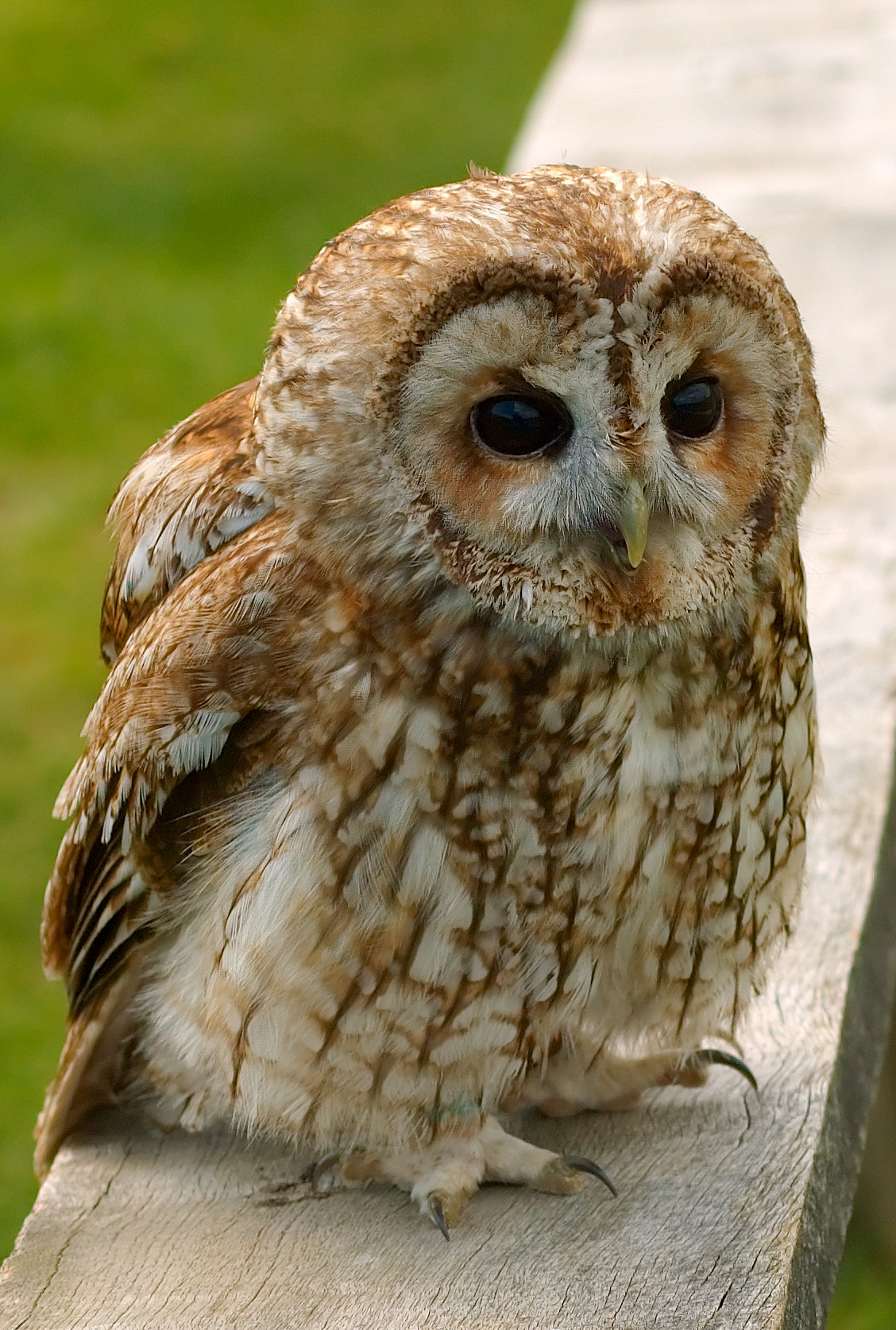
Chouette hulotte.
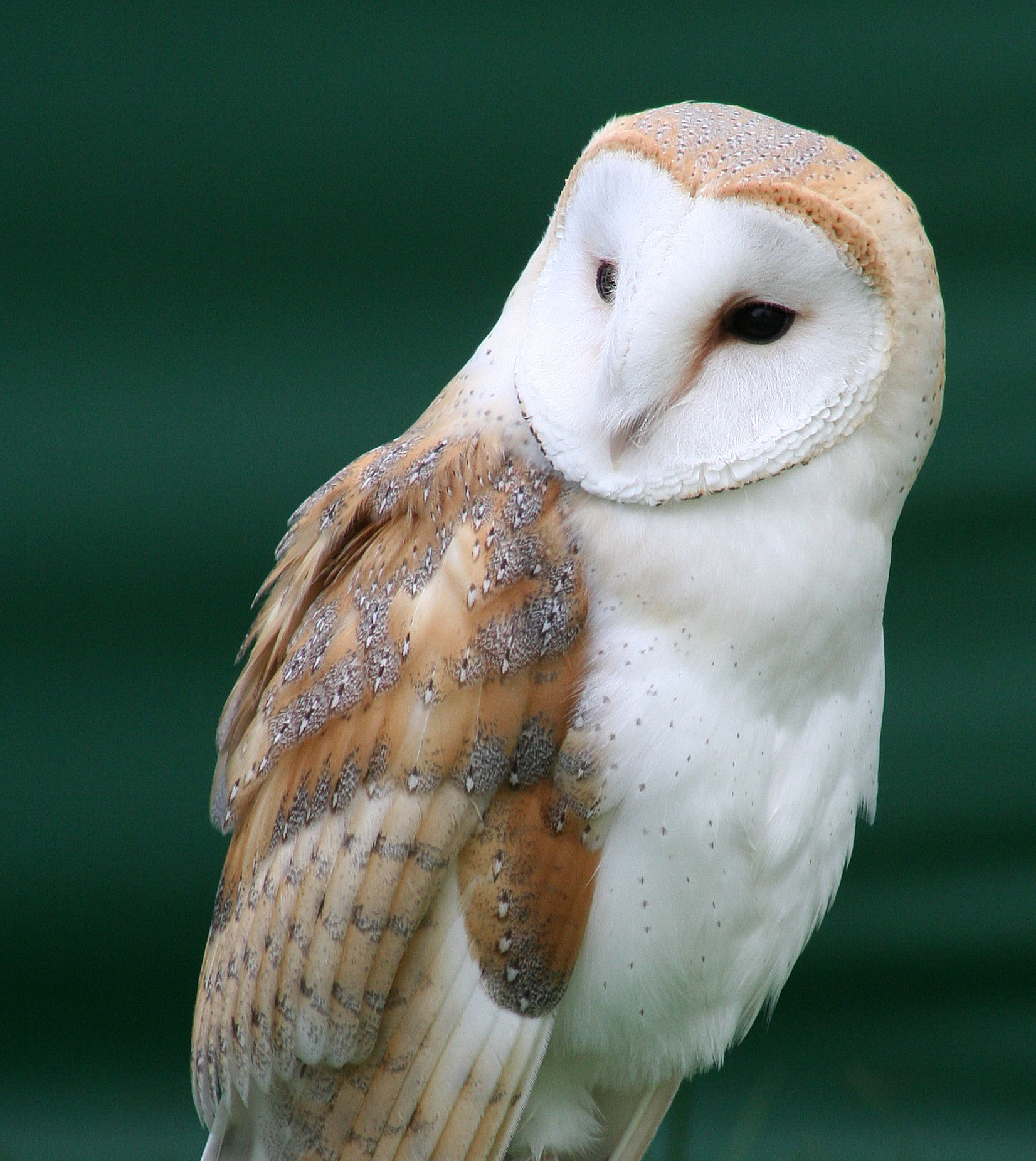
Chouette effraie.

Le relief accidenté du Cézallier présente d'importantes dénivellations. Cela explique qu'il y ait de grands écarts climatiques sur de très petites distances. La végétation varie surtout en fonction de l'exposition. La prairie subalpine couvre le Cézallier. On y voit d'immenses troupeaux de vaches salers qui y restent à l'estive. Jusqu'aux années 1980, ces troupeaux utilisaient la ligne de chemin de fer pour monter vers les estives. Le train a ainsi convoyé jusqu'à 10 000 têtes de bétail par été. Dans ces vastes prairies on trouve la gentiane jaune, la centaurée, les orchis, les campanules, la pensée sauvage, la potentille, l'arnica des montagnes, la brunelle, le gaillet, le lis martagon et l'anémone pulsatille.
L'étage montagnard est limité aux gorges. La hêtraie occupe les versants froids et les adrets sont couverts de landes, de taillis de chênes et de pins sylvestres.

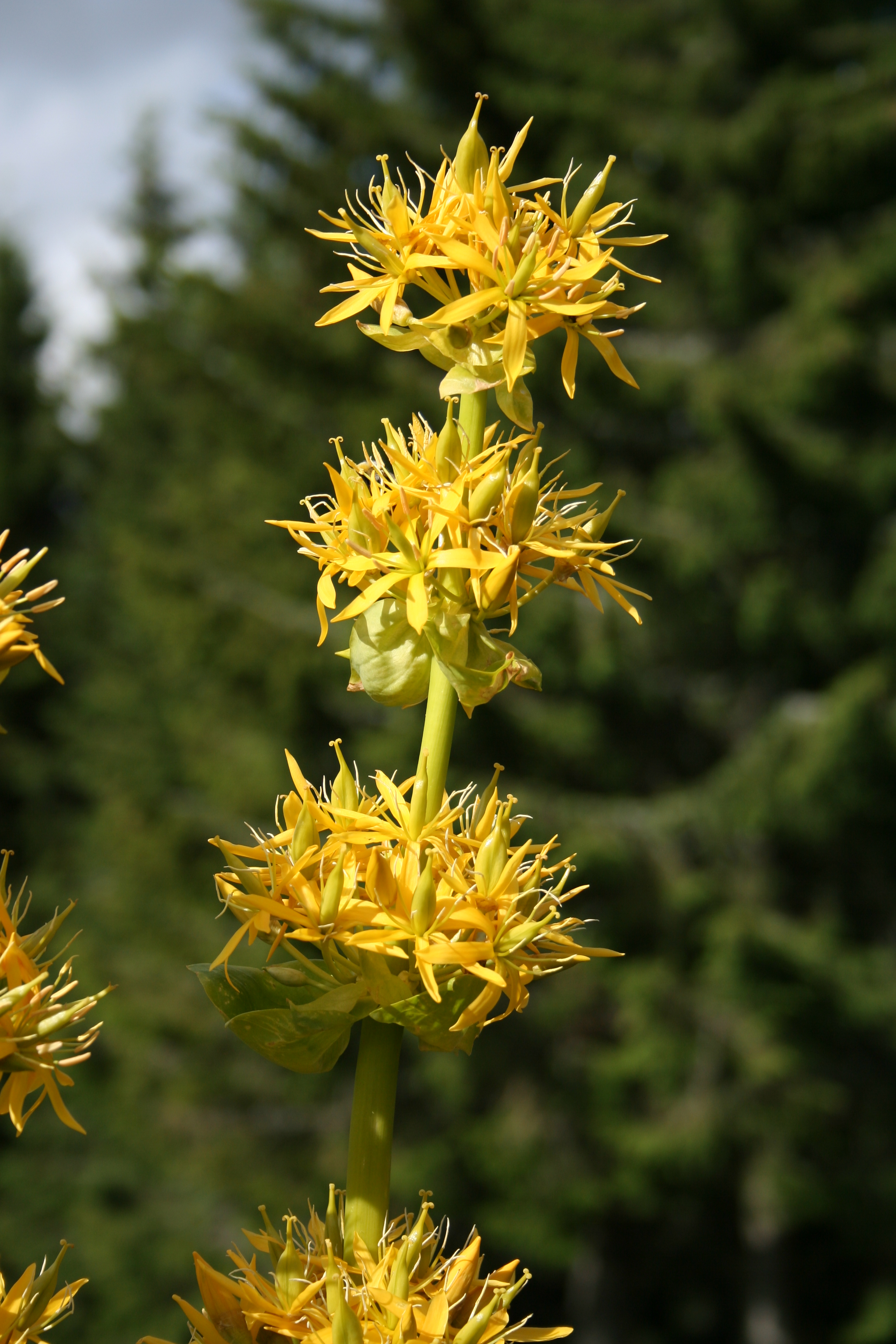
Gentiane jaune.
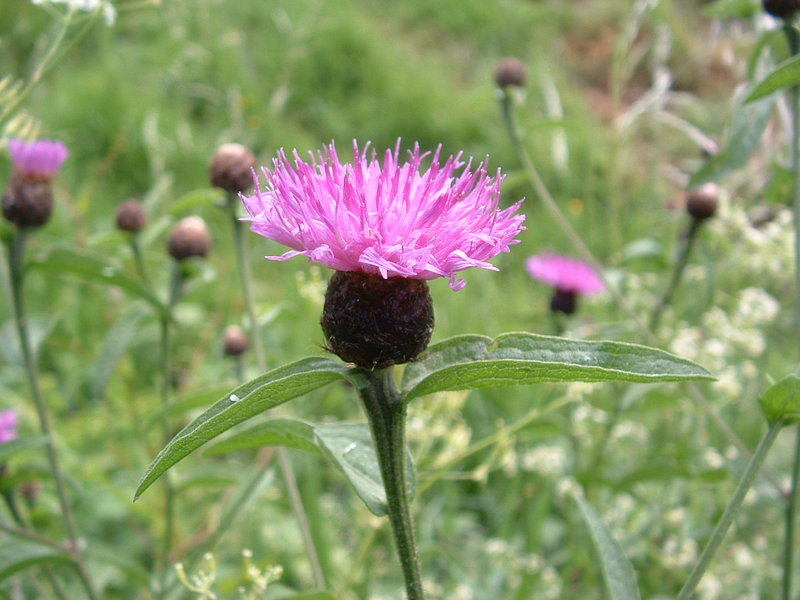
Centaurée jacée.
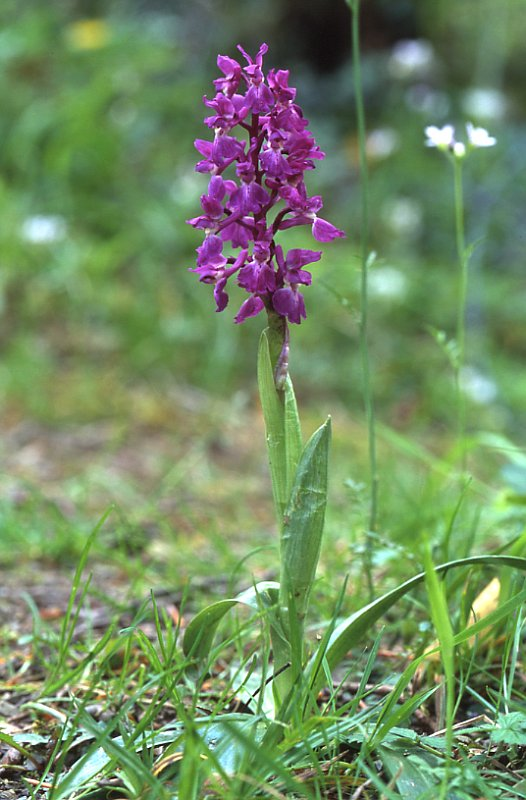
Orchis.
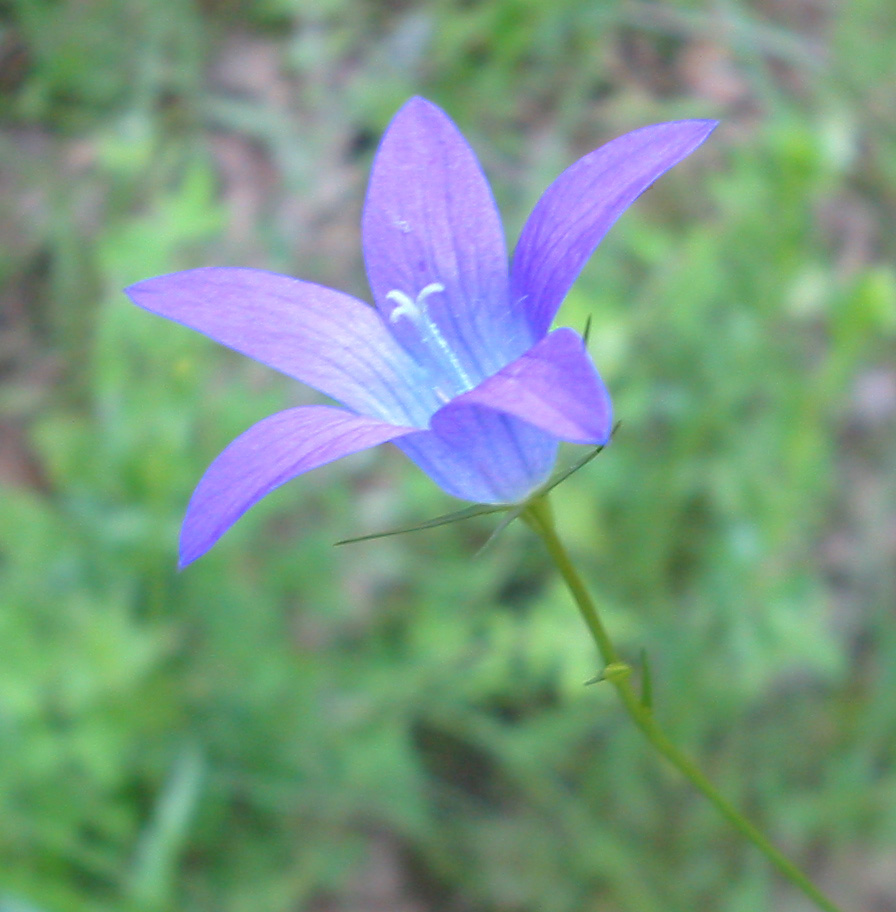
Campanule.
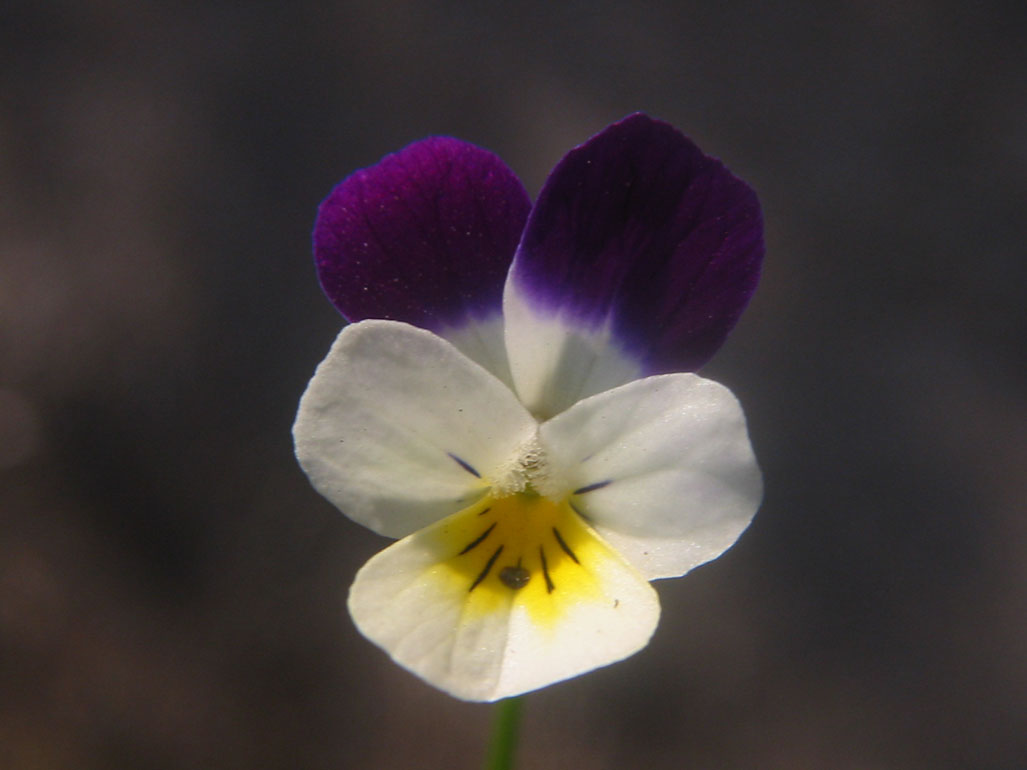
Pensée.
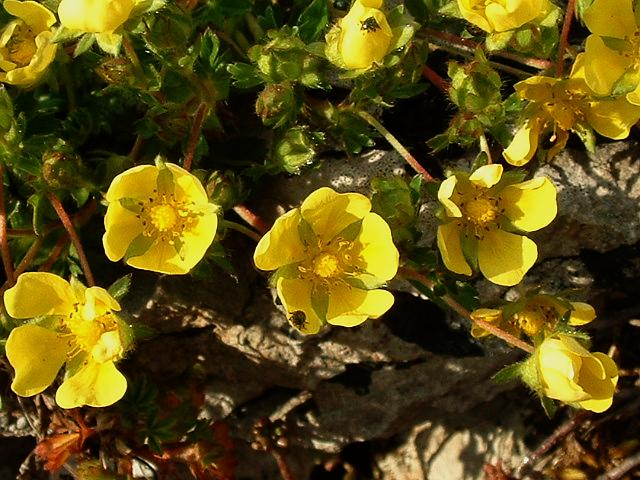
Potentille.
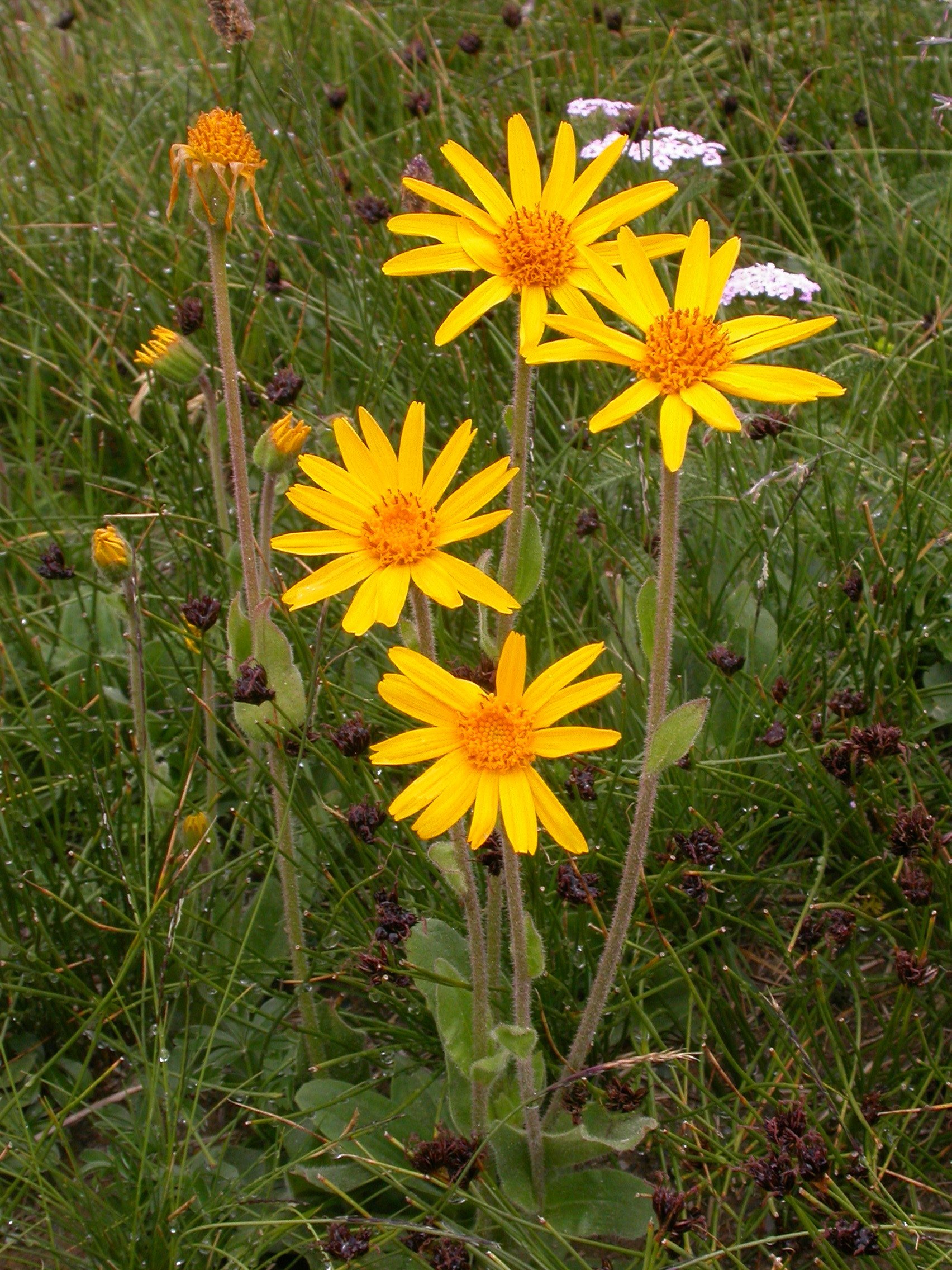
Arnica des montagnes.
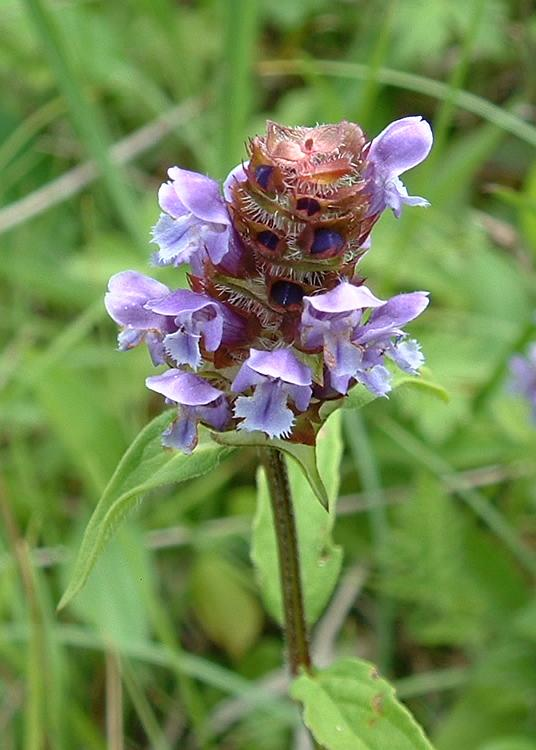
Brunelle.
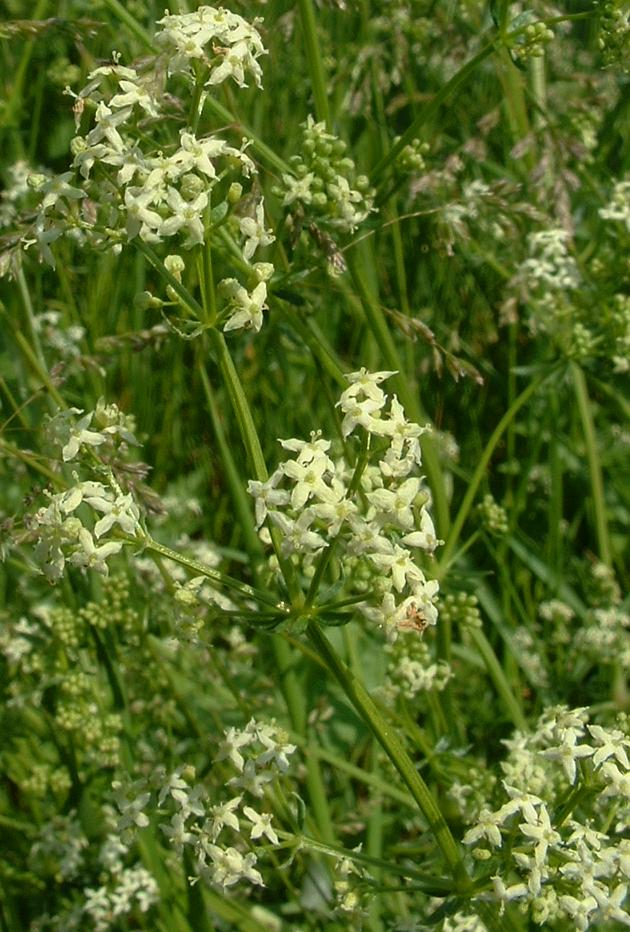
Gaillet blanc.
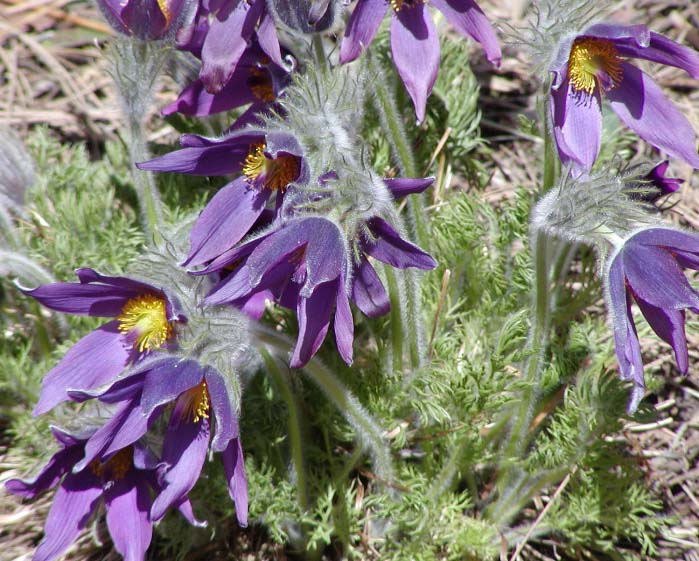
Anémone pulsatile.
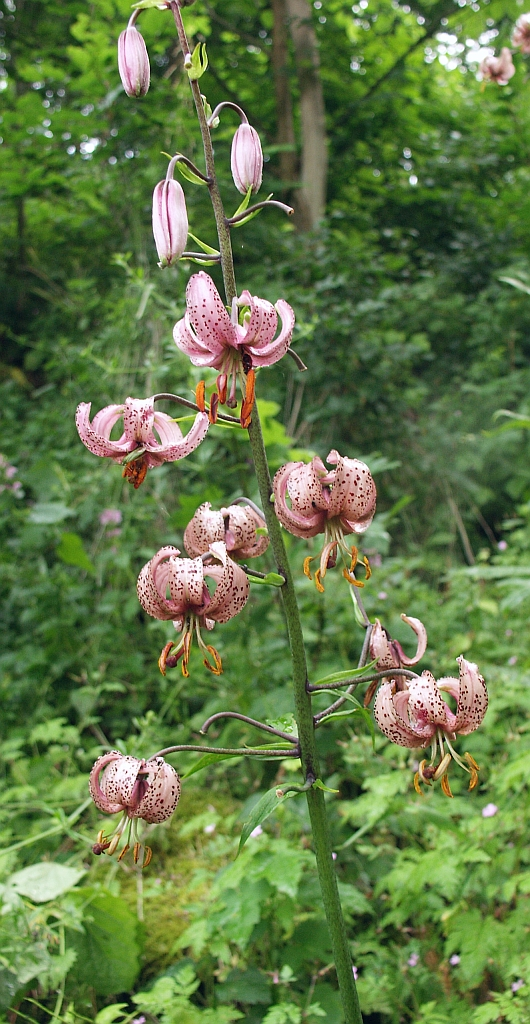
Lis martagon.
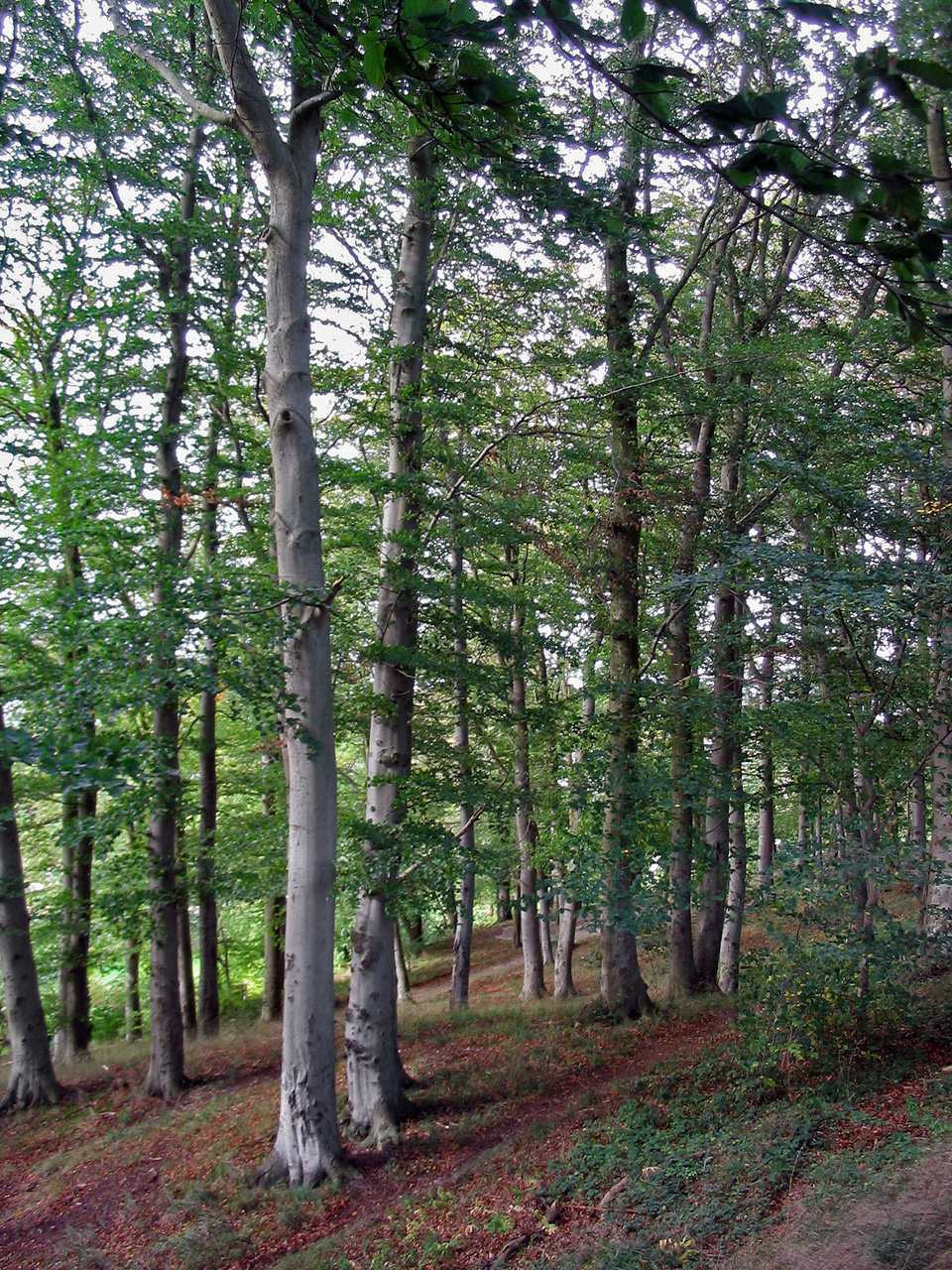
Hêtre.

#### Les tourbières du Cézallier

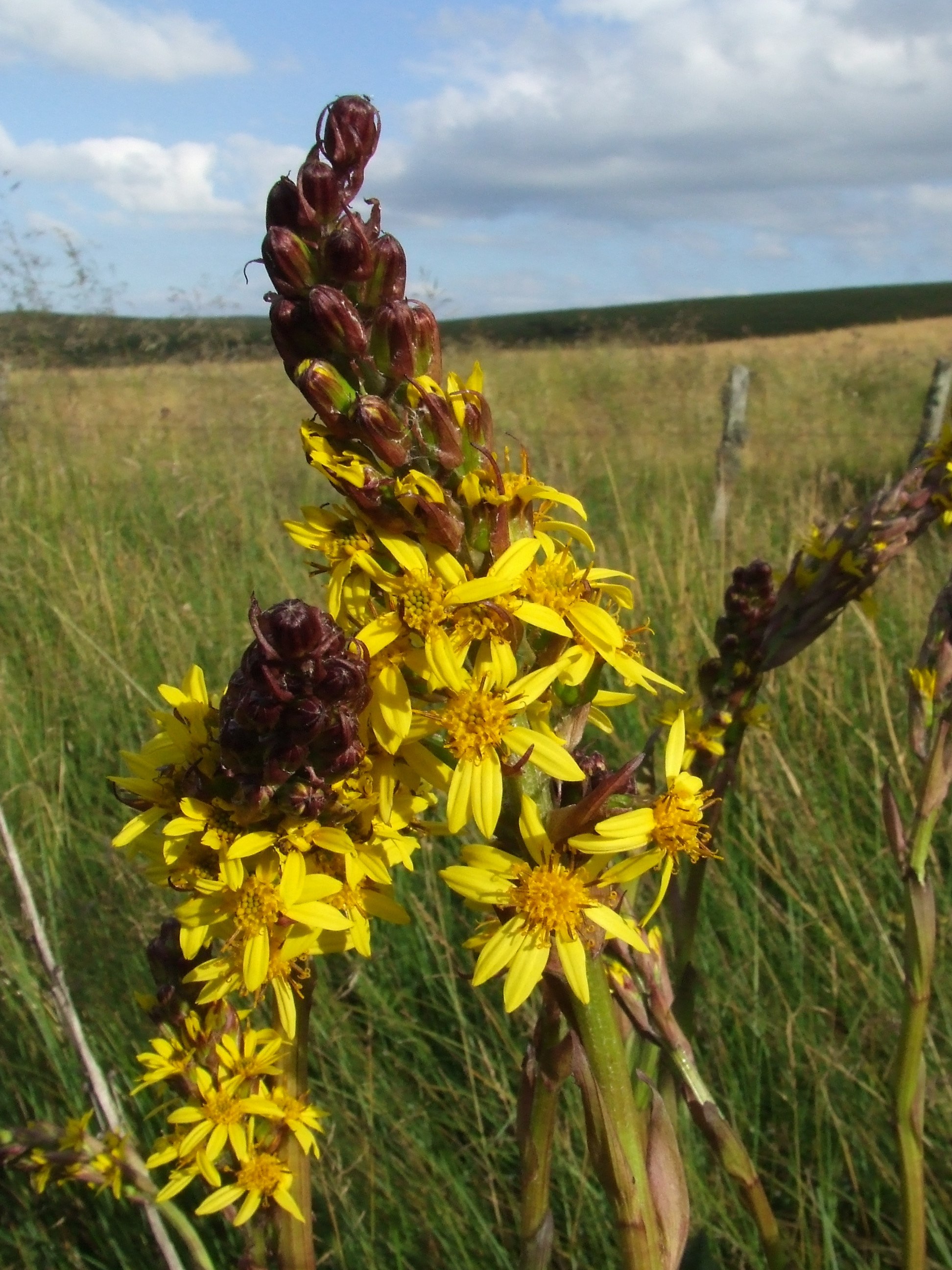
Ligulaire de Sibérie.

Le climat arrosé et frais du Cézallier ainsi que le relief hérité du volcanisme et de l'érosion glaciaire (cuvettes de surcreusement) ont permis le développement de nombreuses tourbières. L'hiver glacial arrête la période végétative qui se limite à la saison estivale. L'évaporation en surface provoque un refroidissement de l'eau en profondeur. La température de cette dernière peut atteindre 0 °C certaines nuits d'été, restreignant ainsi le processus normal de décomposition des végétaux morts (principe de l'accumulation de tourbe).
Au siècle dernier et pendant la guerre, les tourbières furent exploitées par l'homme. On extrayait des mottes que l'on faisait sécher à l'air libre et que l'on brûlait en hiver dans des poêles. Cette exploitation douce n'était pas destructrice car la tourbière avait le temps de se reconstituer. Deux tourbières sont encore exploitées de façon industrielle pour l'horticulture à Landeyrat et à Picherande.
Certaines tourbières abritent une faune et une flore rares, notamment une plante à fleurs jaunes : la Ligulaire de Sibérie. Elles font l'objet de mesures de protection comme la réserve naturelle nationale des sagnes de La Godivelle.

## Histoire

### L'âge du bronze et l'âge du fer
Entre 2500 et 1500 ans av. J.-C., l'homme a commencé à coloniser les terres du Cézallier. Il venait de la vallée de l'Alagnon et de l'Allier et a progressé peu à peu en défrichant la forêt par le feu. Les terres étaient transformées en pâtures pour les moutons.
Les hommes de cette époque ont laissé sur place des sépultures : les tumulus et les tombelles. Les défunts étaient d'abord incinérés puis on construisait autour du foyer un muret de pierres, on y déposait ensuite des offrandes et pour finir, on recouvrait le tout d'une motte de terre. Les sépultures les plus grandes, les tumulus, font environ 15 m de diamètre ; elles étaient réservées aux personnes les plus importantes (sans doute les chefs). Les personnes ordinaires étaient ensevelies dans des tombes plus petites, les tombelles, qui faisaient environ 5 m de diamètre.
C'est dans le Cézallier que l'on trouve la plus grande concentration de cette forme de monuments funéraires en France. À certains endroits (Bonnac, Laurie ou La Rochette) elles sont réunies en véritables nécropoles. Souvent les tumulus servaient aussi à marquer le territoire et à assurer la protection des terres par le dieu des morts durant la saison d'hiver.
L'archéologue régional Alphonse Vinatié, a beaucoup étudié ce genre de monument. Il y a découvert des objets servant d'offrande (poteries, bijoux etc.) provenant de régions de Gaule très éloignées (Aquitaine, Franche-Comté).

### Le Moyen Âge
Vers l'an 1000, la région, très éloignée des ducs d'Aquitaine, la puissance tutélaire, fait l'objet de nombreuses violences armées dues aux rivalités entre les seigneurs locaux.

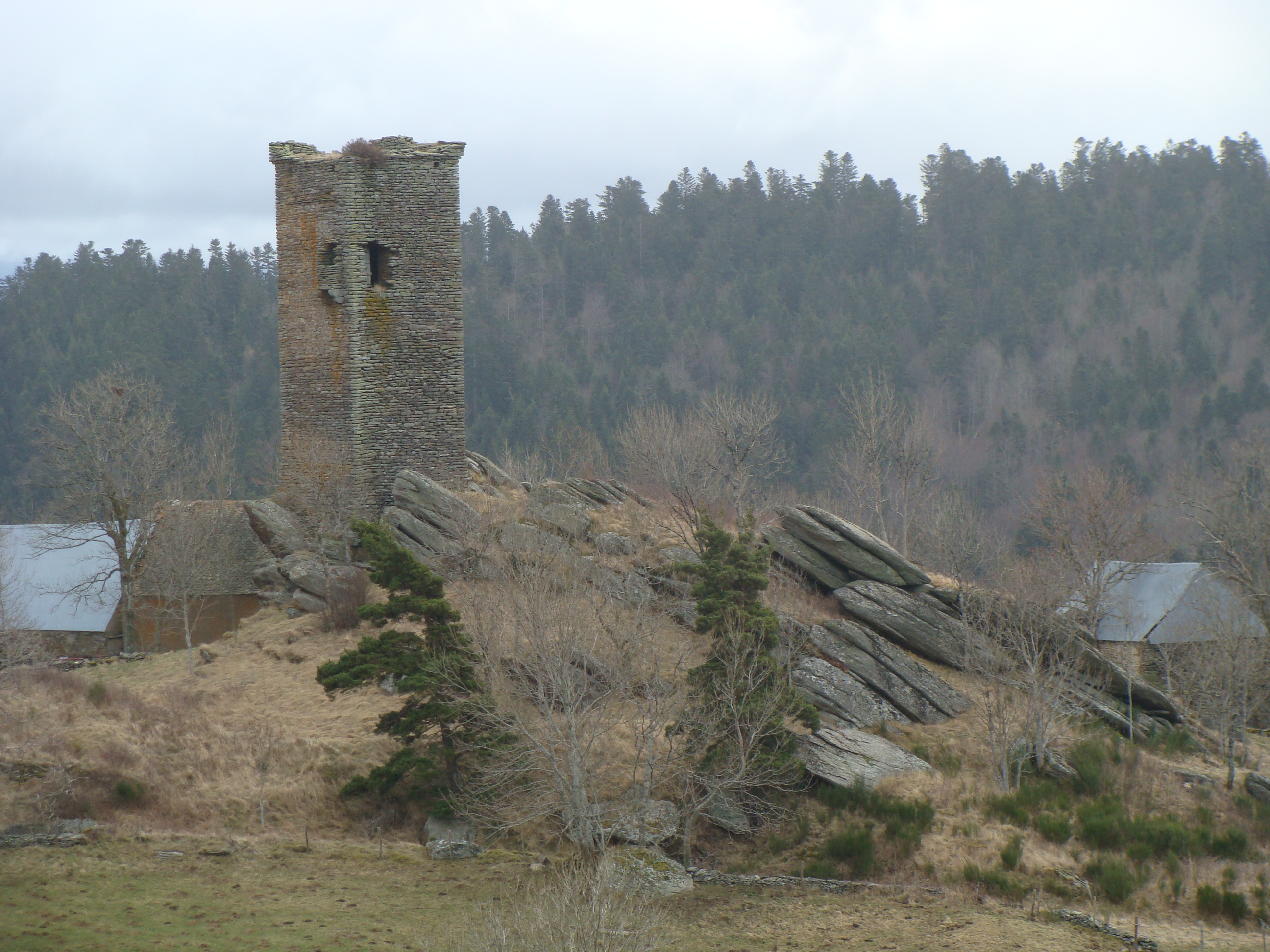
La tour de Besse.

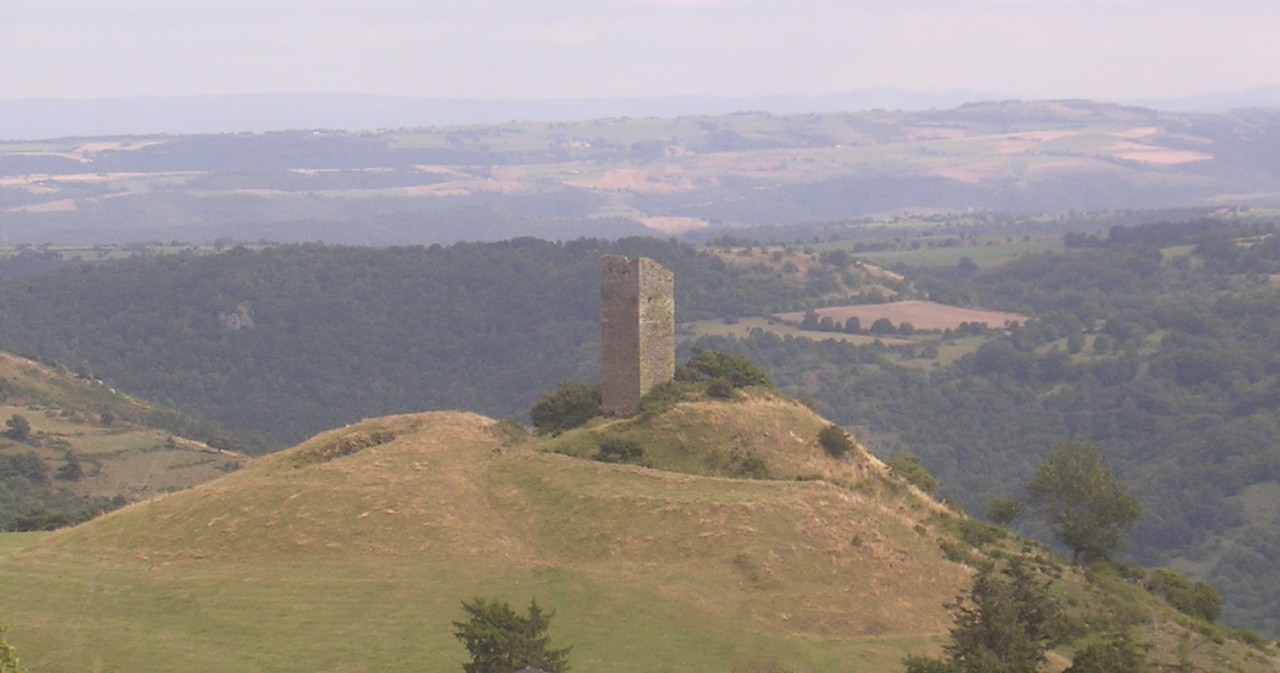
La tour de Colombine.

À la même époque, ce sont des moines qui finissent de défricher les hautes terres du Cézallier pour les mettre en pâture. Les anciens possesseurs des terres et les nouveaux conquérants s'affrontent. Les seigneurs, pour affirmer leur puissance et leurs droits construisent rapidement des châteaux-mottes. Ces châteaux étaient constitués d'un tertre entouré de fossés, d'une palissade en bois et d'une vaste tour centrale également en bois (Le Luguet, Chavagnac, Peyrusse).
Au XIIIe siècle, les tours de bois furent remplacées par de nouvelles tours en pierre. Ces tours servaient parfois d'habitation. Elles hébergeaient alors le représentant du seigneur. L'historien local Gérard Chevassus en a répertorié les principales caractéristiques : elles sont de section carrée ou rectangulaire et n'ont que de petites ouvertures sur les côtés. Le rez-de-chaussée sert de silo à grain et l'entrée se fait au deuxième niveau. Leur fonction défensive disparaît, mais on continue à les utiliser pour représenter la puissance du seigneur… Ces tours ont souvent été le point de départ pour la création d'un village.
Parmi les mieux conservées on remarque les tours de Leyvaux, de Colombine à Molèdes, de Besse à Anzat-le-Luguet et la tour d'Ally à Massiac qui a été transformée en clocher pour l'église.
Toujours au XIIIe siècle ont été retrouvés les vestiges d'un village médiéval traversé par trois voies antiques et la présence de vastes parcs pour l'accueil des ovins autour des burons actuels du Troucou et de Villeneuve-bas (Vèze). Ceux-ci attestent de l'utilisation des pâturages sur ce secteur du Cézallier.
Au XIVe siècle, les atteintes portées au manteau forestier des montagnes du Cantal et du Cézallier s'affirment et la zone pastorale supplante peu à peu la hêtraie originelle.

### Les temps modernes
Au XVe siècle, les premiers habitats saisonniers pour les bergers sur les estives apparaissent avec les trous de cabanes. La présence d'un prieuré près d'Allanche dès le XVIe siècle est attestée. Au XVIIe siècle, les montagnes sont rattachées à des domaines appartenant à des familles de nobles et de bourgeois, de grands espaces d'estives se constituent.

### XIXesiècle, le temps des burons

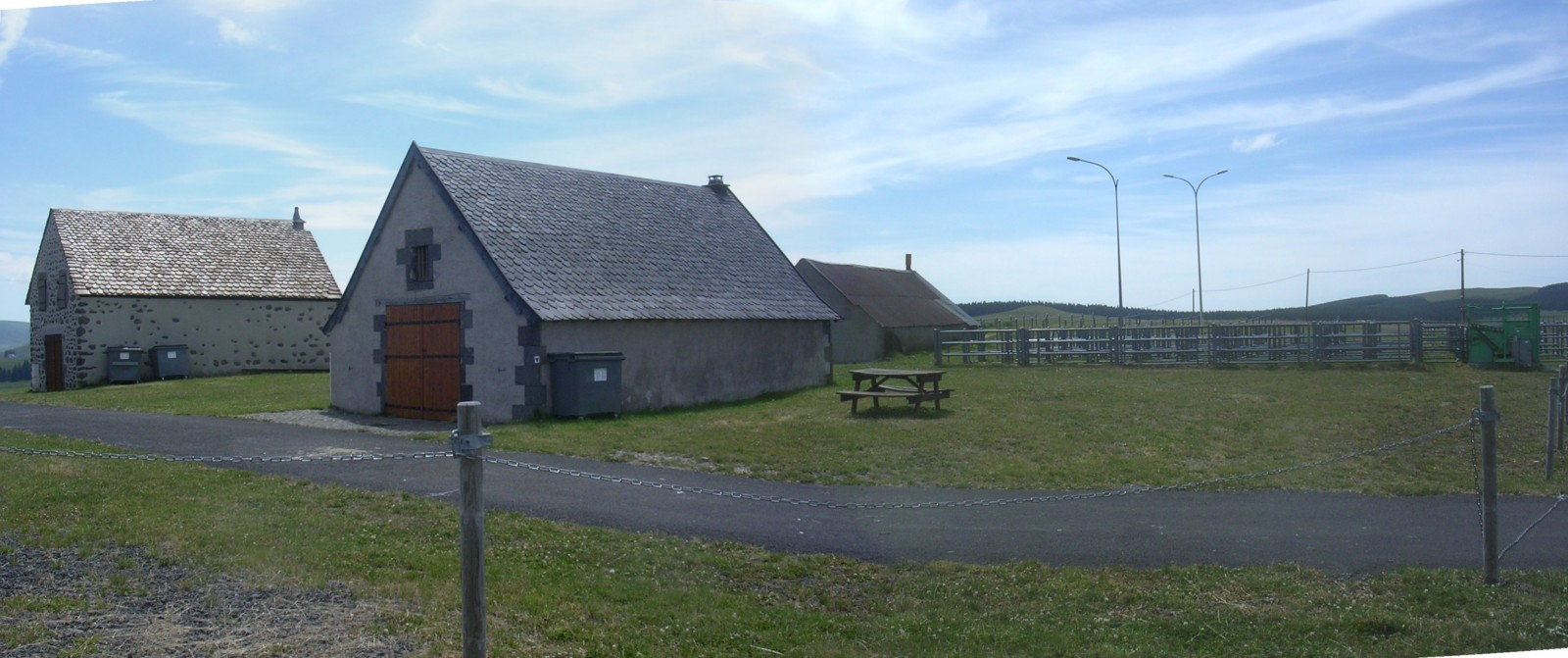
Les cabanes de Brion.

La période révolutionnaire n'apporte guère de changement, la bourgeoisie en profite même pour accroître son rôle et ses possessions. L'élaboration des principaux caractères de l'activité pastorale se parfait. En même temps on voit la multiplication des burons en pierre destinés à abriter l'équipe du vacher et l'atelier fromager. En 1826 l'abbé de Pradt tente d'introduire sur ses propriétés des environs de Pradiers des taureaux suisses dans le but de croisements avec des femelles de la race Salers. Aucun éleveur ne le suivra. En 1850, on atteint l'Âge d'or de la grande ferme de type cantalienne (élevage de la Salers, pratique de l'estive, fabrication du fromage au buron), mais l'activité pastorale n'évolue guère, toujours caractérisée par l'emprise terrienne des grands propriétaires. En 1860, des outillages nouveaux diffusés par la Société d'agriculture du Cantal font leur apparition dans les montagnes du Cézallier et vont transformer la fabrication du fromage dans les burons : presse à tome, moulin à briser la tome, pressoir à fourme en fer.
De tous temps, le Cézallier a fourni de nombreux marchands colporteurs qui descendaient dans les « bas pays » proposer leurs draps, couvertures et ustensiles divers. Ils déballaient dans les foires et marchés, faisaient du porte à porte, louaient des échoppes sous les halles. Ces migrants temporaires ont fait pour certains souche dans leur province de travail - en Bretagne notamment. Ce commerce forain a duré jusqu'au milieu du XXe siècle.

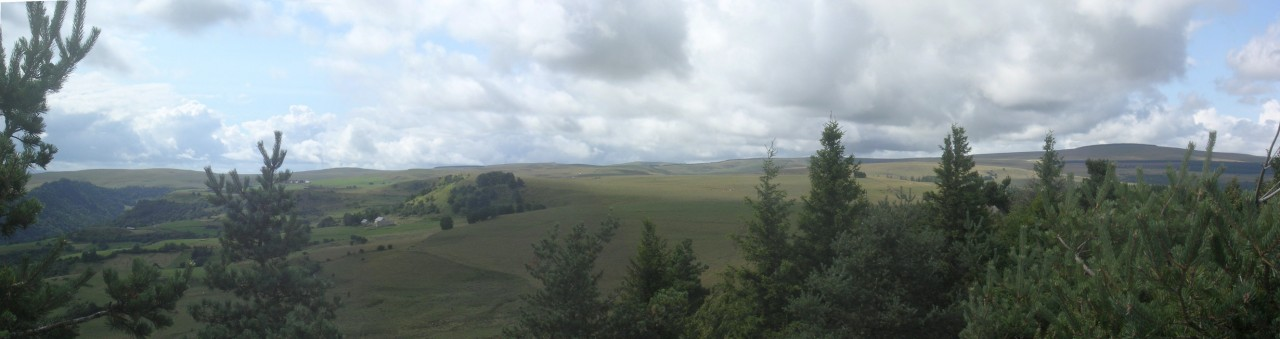
Panorama sur la vallée de la Sianne et le signal du Luguet depuis les brèches de Jignol.

#### La fièvre minière dans le secteur d'Anzat
Dans le premier tiers du XIXe siècle, une fièvre minière s'empare de la région du Cézallier et des vallées qui le traversent ou l'enserrent. La mine d'antimoine d'Anzat-le-Luguet est découverte en 1814 par Jean d'Auzat Bertier à qui la concession est accordée le 10 janvier 1821 par ordonnance royale. À la même époque et sur les mêmes lieux est accordée en 1837 une concession d'exploitation à la mine d'argent et d'arsenic du Bosberty, situé aux extrémités des communes d'Anzat-le-Luguet et de Molèdes pour laquelle une petite usine de traitement du minerai est construite. Durant trois ans, trois mille quintaux de minerais d'arsenic sont extraits.

### XXesiècle

#### À l'aube d'une mutation
En 1910, les troupeaux du bassin d'Aurillac arrivent en gare d'Allanche et de Landeyrat par la ligne de chemin de fer Neussargues-Bort-les-Orgues. Une partie de la transhumance s'effectue désormais par voie ferrée à partir de la gare d'Aurillac. En 1940, la préfecture du Cantal institue un marché officiel de la production des fourmes afin de contrôler la collecte et le négoce. Trois marchés sont institués dans le Cézallier, à Allanche, Marcenat et Montgreleix. À partir de 1941, la production de Cantal est obligatoirement portée au marché et il est interdit aux grossistes d'acheter directement aux paysans. En 1948, il y a encore un millier de burons en activité dans le Cantal, une quinzaine non loin de la Sianne et de ses affluents.
La disparition progressive des vieux genres de vie montagnarde se manifeste dans les années 1950. Il se met en place une nouvelle économie des montagnes. Avec la crise de la production, les burons commencent à disparaître et la montagne à lait n'est plus aussi prospère. La production du formage au buron ne compense plus le coût de l'estive. En 1954, la surproduction de fourmes laitières et fermières accentuée par des fabrications extérieures au département du Cantal, le territoire d'origine de fabrication du fromage de cantal n'étant pas délimité juridiquement.

#### Fin d'un système pastoral
En 1955 commence le début d'une période de fermeture massive des burons. Le recrutement est de plus en plus difficile et peu d'hommes acceptent désormais de travailler durant 140 jours. Rendue inévitable par la conjoncture économique et encouragée par les instances agricoles, la disparition du système pastoral ancien s'accélère, c'est la déprise. En 1956, la fourme du Cantal bénéficie d'une appellation d'origine contrôlée (AOC) mais la mévente continue à s'accentuer.
La reconquête des pâturages d'altitude est de nouveau à l'ordre du jour au début des années 1960 grâce à l'élargissement du marché des animaux vers l'Italie et à la politique de soutien par l'État à la production de la viande bovine. Les estives reprennent un rôle prépondérant en s'appuyant sur de nouveaux systèmes d'élevage mais le relâchement des liens unissant l'estive au territoire agricole environnant devient irréversible. En 1963, la création de la Coopérative cantalienne de transhumance (COPTASA) qui regroupe 1 126 hectares sur Pradiers et ses environs avec comme centre technique le buron de Paillassère-Bas qui domine les sources de la Sianne. En 1968, la SNCF ferme la ligne « du Far West » qui déversait chaque année à Allanche et Landeyrat des milliers d'animaux pour l'estive. La transhumance s'impose alors par camion vers le lieu d'estivage.

#### L'agriculture intensive
Au début des années 1970, la dimension moyenne des propriétés privées dans le Cézallier est de 38 hectares, ce qui correspond encore fidèlement à la superficie autrefois nécessaire au séjour d'une vacherie. En 1975, les montagnes du Cézallier sont dorénavant parcourues par les génisses et les bêtes à viande dans le cadre d'une exploitation intensive qui exige des aménagements et des accès aux montagnes, la pose de clôtures, la fertilisation, le contrôle du ravitaillement en eau du bétail et la surveillance centralisée des animaux mis à l'estive.
Dans les années 1980, l'exploitation des estives provient de plus en plus des régions voisines comme l'Aubrac et l'Aveyron et redynamise les montagnes du Cézallier. En 1984, l'instauration de quota laitier pour réduire les surplus en Europe a pour conséquence de donner le coup de grâce à l'activité pastorale, à ses burons et à la fourme d'estive. En 1990, la transhumance provenant hors du Cantal représente près de la moitié du bétail estivé dans les montagnes d'Auvergne.

## Activités
La foire de Brion (hameau de la commune de Compains), foire aux bestiaux sur les estives.

### Tourisme
Bien que la région soit encore bien préservée et qu'elle offre des paysages exceptionnels, le tourisme n'y est qu'une activité d'appoint.
Les activités proposées sont le cyclotourisme, le vélorail, la pêche dans les ruisseaux et les lacs, l'équitation (centre équestre de Chalinargues) et bien sûr, la randonnée pédestre : (GR 30, GR 4), et plusieurs circuits tels que le « Tour du Cézallier » et le « Circuit des Vaches Rouges ».
Parmi les autres attractions figurent :
- le « vélorail du Cézallier » à Allanche et le train touristique à Riom-es-Montagnes sur l'ancienne voie ferrée Neussargues-Bort ;
- le parc animalier d'Auvergne à Ardes ;
- un centre de ski de fond de Parrot, non loin d'Anzat-le-Luguet.

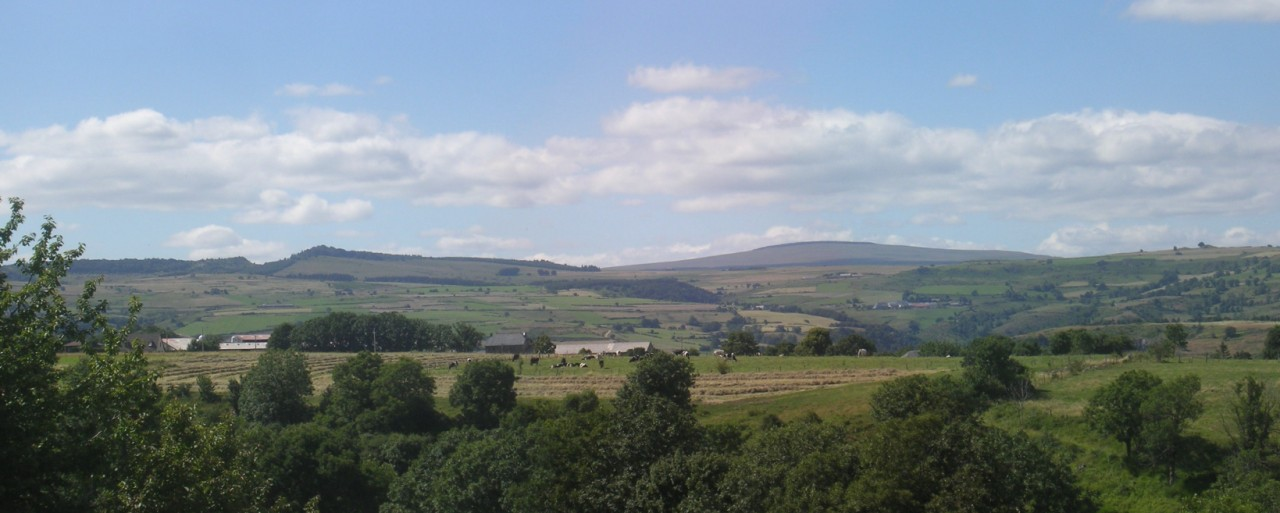
Les brèches de Jignol et le signal du Luguet.

### Agriculture et économie locale
Les hautes terres du Cézallier sont presque exclusivement consacrées à l'élevage bovin. En été, la montagne est parsemée d'immenses troupeaux de vaches à la couleur brun-rouge caractéristique de la race salers, mais aussi les races aubrac, montbéliarde et abondance. La production est aussi bien destinée à la viande qu'au lait.
Dans les estives, les bergers transformaient le lait sur place dans des burons, cette méthode a maintenant disparu.
Le Cézallier correspond à la zone d'appellation d'origine contrôlée du fromage saint-nectaire. Les voies ferrées désaffectées servent exceptionnellement à la montée des troupeaux à l'estive.

### Énergie

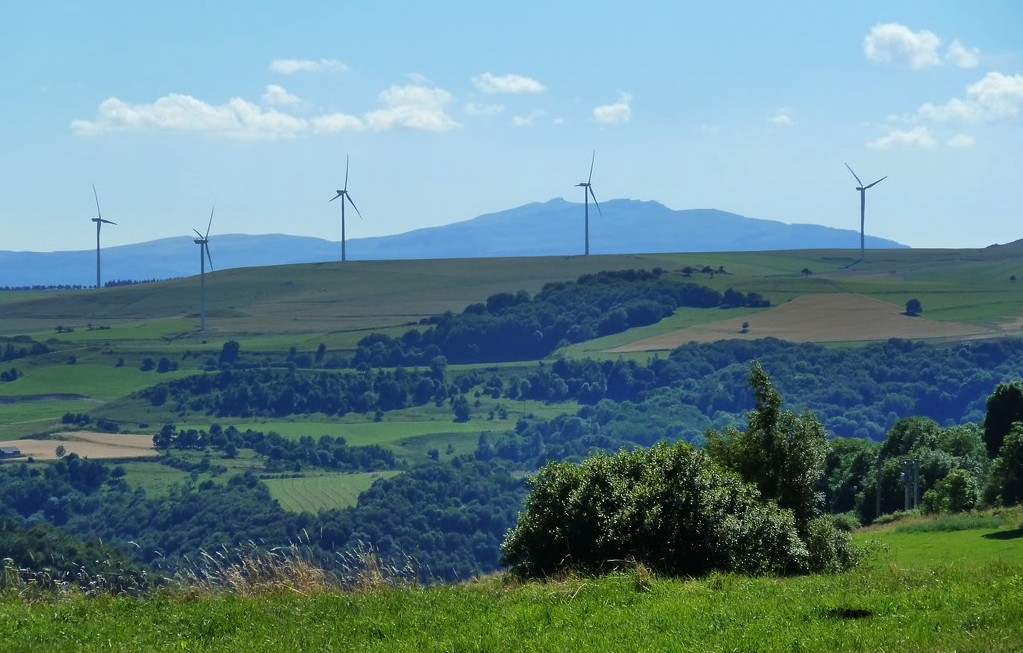
Les éoliennes du puy de Mathonière barrent le panorama sur les monts du Cantal.

Ces dernières années, le conseil régional d'Auvergne a mis en place un schéma d'équipement éolien ambitieux dans lequel le Cézallier figure en bonne place. Plusieurs fermes éoliennes équipées d'engins de grande taille (130 mètres environ) se construisent. Quatorze projets sont à l'étude ou sont en cours de réalisation. L'un des plus imposants a vu le jour à proximité de la petite ville d'Ardes.
Ce type de développement suscite l'opposition de ceux qui pensent que la région a plus d'avenir dans le tourisme et l'agriculture artisanale que dans l'industrie. Plusieurs associations de protection de l'environnement situées à Massiac, Peyrusse ou Ardes-sur-Couze tentent de s'opposer à ces projets.
Par ailleurs, par arrêté des ministres de la Transition écologique et de l'Économie, des Finances et de la Relance, un permis de recherches de gîtes géothermiques à haute température s'appliquant sur environ 729 km2 (Cantal, Haute-Loire et Puy-de-Dôme) est accordé, jusqu'au 22 juillet 2022, à une société. Laurent Radisson précise que l'objectif final est « d'exploiter un gîte géothermique à haute température à partir d'une centrale électrique géothermique, fonctionnant sur le principe d'un "doublet géothermique". La centrale sera alimentée par un puits producteur qui exploitera, dans les zones profondes naturellement fissurées, de l'eau géothermale à une température supérieure à 150 °C. Le fluide refroidi sera réinjecté, au moyen d'un second puits, dans le réservoir exploité à une température de 60 °C. Les puits seront forés à des profondeurs estimées entre 3 500 et 5 000 mètres. »

### Protection environnementale

Logo du parc.

Les monts du Cézalier font partie du parc naturel régional des Volcans d'Auvergne.